# Escuela Grande de San Roque
La Escuela Grande de San Roque («Scuola Grande di San Rocco» en italiano) se encuentra en el campo de San Roque, en el distrito de San Polo de Venecia (Véneto, Italia). Era una confraternidad formada por ciudadanos venecianos en 1478 que se hizo particularmente próspera a principios del siglo XVI. Fue creada para asistir a los ciudadanos en tiempos de peste. San Roque, cuyas reliquias se guardan en la vecina iglesia de San Roque, fue declarado santo patrón de la ciudad en 1576. Cada año, en su día festivo (16 de agosto), el dux de Venecia hacía una peregrinación a la iglesia.

## Historia
Según la tradición, san Roque enfermó de peste y fue curado por un ángel, razón por la cual fue nombrado patrón de las víctimas de peste por la Iglesia católica. En 1477, Venecia sufrió una epidemia de esta enfermedad y, poco después, dos hermanos de la Cofradía de San Roque fundaron la confraternidad. En Venecia se denominaba scuola (plural scuole) a las hermandades religiosas laicas, que tenían una gran importancia en la vida social de la ciudad. Las scuole grande eran las que contaban con más de 500 miembros. Entre las más relevantes se encontraban las de San Marcos, de San Juan Evangelista, de Santa María de la Caridad (que acoge actualmente la Galería de la Academia de Venecia), de San Teodoro, de Santa María de la Misericordia, de Santa María de la Justicia y de San Jerónimo, de la Beata Virgen del Santísimo Rosario, del Carmen y de San Roque.
En 1485 la hermandad consiguió los restos mortales de san Roque del sur de Francia, lo que atrajo a numerosos fieles y le reportó numerosos beneficios. Se dedicó desde entonces a la asistencia a las víctimas de la peste. En 1489 se inició la construcción de la iglesia y, en 1516, de la casa de la hermandad. Se encargaron las obras al arquitecto Pietro Bon, que fue sustituido en 1524 por Sante Lombardo y este por Antonio Abbondi (lo Scarpagnino) en 1527; el último responsable de las obras fue Giangiacomo de' Grigi (1558-1560).

## Decoración

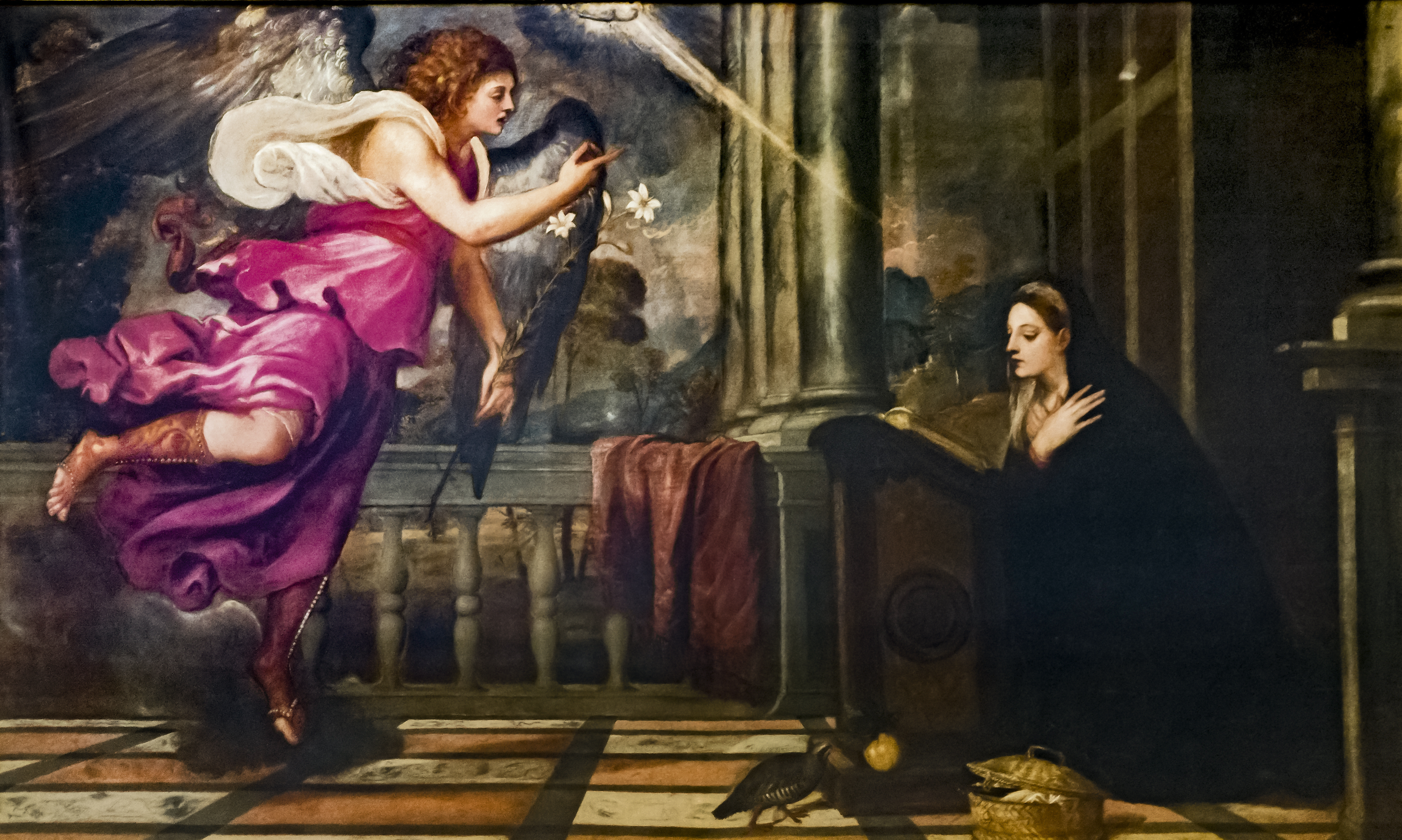
Anunciación (1540), de Tiziano

La decoración de paredes y techos del edificio fue encargada a Tintoretto, que desarrolló un notable conjunto de pinturas que supusieron un hito en su carrera. La Scuola cuenta también con diversas obras de arte más, como un lienzo de Tiziano, Cristo llevando la Cruz, anteriormente atribuido a Giorgione; la Anunciación, también de Tiziano; Abraham y los ángeles y Agar e Ismael de Giambattista Tiepolo; y una Virgen con el Niño del siglo XIV de la escuela bizantina. En el XVII, en las escaleras que conectan el primer piso con el segundo se colocaron la Virgen apareciendo ante los apestados de Antonio Zanchi (1666) y la Virgen salvando a Venecia de la peste de Pietro Negri (1673), mientras que en la cúpula se pintó al fresco la Caridad con la antorcha de la Religión ante los pobres enfermos presentados por san Roque de Giovanni Antonio Fumiani. El retablo de la Sala Grande con las 24 historias de san Roque, obra de Giovanni Marchiori (1743), está considerado como uno de los mejores exponentes de la escultura veneciana del siglo XVIII.

### La obra de Tintoretto

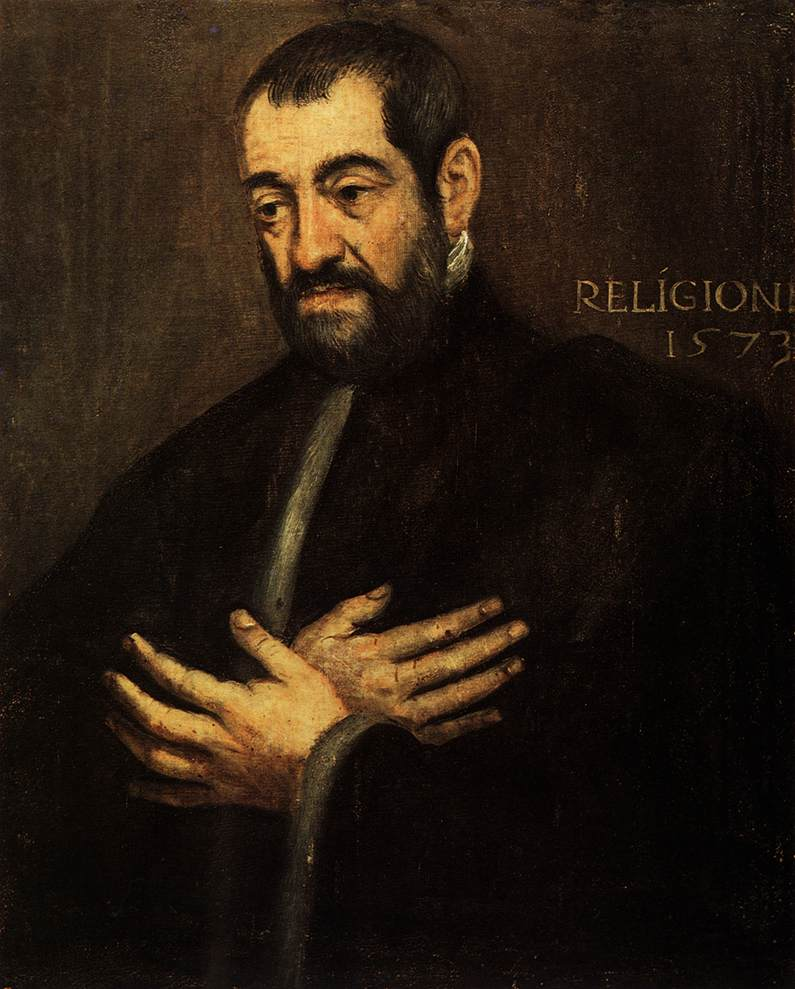
Autorretrato de Tintoretto en la Sala Grande de la Scuola di San Rocco (1573)

La obra de Tintoretto en la Scuola se prolongó durante más de veinte años. El artista veneciano había realizado para esta institución un San Roque cura a los apestados (1549) para la iglesia y La curación del paralítico (1559) para el armario de la plata de la iglesia. En 1564 la hermandad decidió decorar la Sala dell'Albergo, para lo que invitó a cuatro artistas a presentar bocetos para la decoración del techo: Paolo Veronese, Giuseppe Salviati, Federico Zuccari y Tintoretto. Jacopo Robusti, apodado Tintoretto, presentó en vez del boceto un lienzo ya terminado —realizado en solo tres semanas— y lo donó a la hermandad, con lo que le fue concedido el encargo, pese a la reticencia de algunos cofrades a los que no les gustaba su estilo. Tras el primer ciclo, en 1575 se le concedió la decoración de la Sala Grande, en el segundo piso. Por último, entre 1582 y 1587 decoró la Sala Inferior con ocho lienzos.
Para la iglesia de San Roque el artista elaboró también tres lienzos destinados al presbiterio, elaborados en 1567: San Roque en prisión consolado por un ángel, San Roque curando a los animales y San Roque en el desierto. Entre 1582 y 1584 realizó igualmente tres lienzos para la iglesia, dos en los postigos del órgano (San Roque presentado al pontífice y La Anunciación) y San Roque capturado en la batalla de Montpellier.
En San Roque, Tintoretto desplegó un intenso ciclo de pinturas, a las que se dedicó con una personal atención, sin requerir apenas la ayuda de colaboradores. Por entonces se encontraba en la madurez de su carrera. Discípulo de Tiziano, ya de joven se distanció de su maestro y se alineó con el estilo manierista tosco-romano, con influencia de Miguel Ángel y Jacopo Sansovino. Su estilo se caracterizó por el dramatismo y teatralidad de la narración, los efectos espectaculares, los contrastes de iluminación, la gestualidad de las figuras, la intensidad emotiva y los fuertes escorzos de perspectiva, con una ejecución rápida, tensa, discontinua.

#### «Sala dell'Albergo»

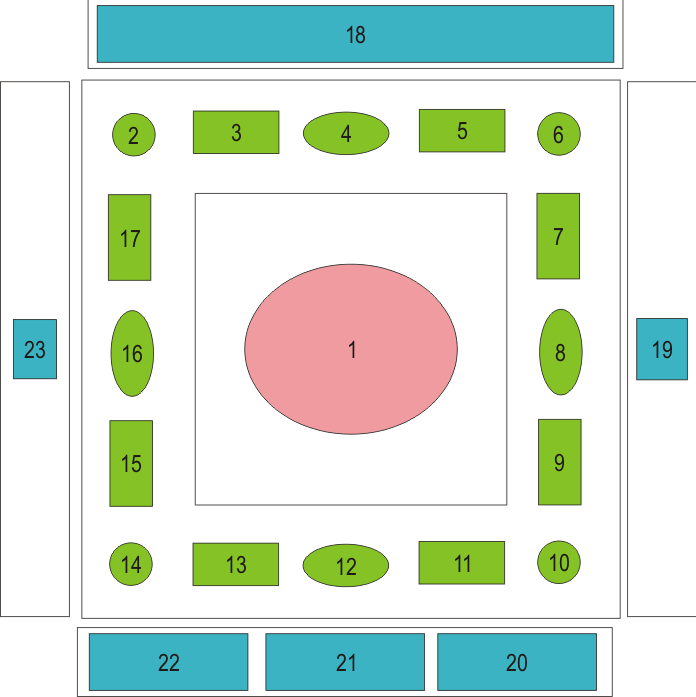
Sala dell'Albergo: 1-San Roque en gloria, 2-El verano, 3-Alegoría de la Scuola di San Giovanni, 4-Alegoría de la Scuola della Misericordia, 5-Alegoría de la Scuola di San Marco, 6-La primavera, 7-La esperanza, 8-Alegoría de la Scuola di San Teodoro, 9-La fe, 10-El invierno, 11-Alegoría, 12-La felicidad, 13-Alegoría, 14-El otoño, 15-La bondad, 16-Alegoría de la Scuola della Carità, 17-La liberalidad, 18-La crucifixión, 19-Profeta, 20-La subida al Calvario, 21-La coronación de espinas, 22-Cristo ante Pilato, 23-Profeta

Tintoretto ganó la adjudicación de esta decoración en 1564, tras donar a la institución el lienzo central, San Roque en gloria. En el registro de la Scuola del 22 de junio de 1564  consta que «en este día, ser Jacopo Tintoretto pintor hizo un presente de un cuadro pintado, cual está puesto arriba en el Albergo, en el óvalo del centro, e hizo dicha donación presente la suscrita Banca y Junta y sin premio alguno, y además se ofrece a terminarlo como conviene y así firmará de su mano estar conforme. Yo Jachomo Tentoretto pintor conforme y prometo ut supra».
En esta sala realizó en primer lugar el techo, elaborado en 1564. Son todas pinturas al óleo sobre lienzo, de distintas dimensiones: en la parte central, de forma oval, figura San Roque en gloria, con unas dimensiones de 240 x 360 cm; en los cuatro ángulos del recuadro central, de forma triangular, hay cabezas de amorcillos; en los laterales, se hallan cuatro compartimentos ovales en la parte central flanqueados de ocho rectangulares, con diversas alegorías, de 90 x 190 cm; en las cuatro esquinas, tondos circulares de 90 cm de diámetro con alegorías de las cuatro estaciones; alrededor del techo, un friso con flores, frutos y amorcillos.
Destaca la pintura central, San Roque en gloria, en la que aparece el santo en el centro visto en contrapicado mientras se le aparece Dios en la parte superior izquierda, envuelto en unos refulgentes rayos de luz y rodeado de ángeles. La figura del Eterno denota la influencia miguelangelesca, mientras que los ángeles destacan por su clasicismo, insólito en el estilo de Tintoretto.

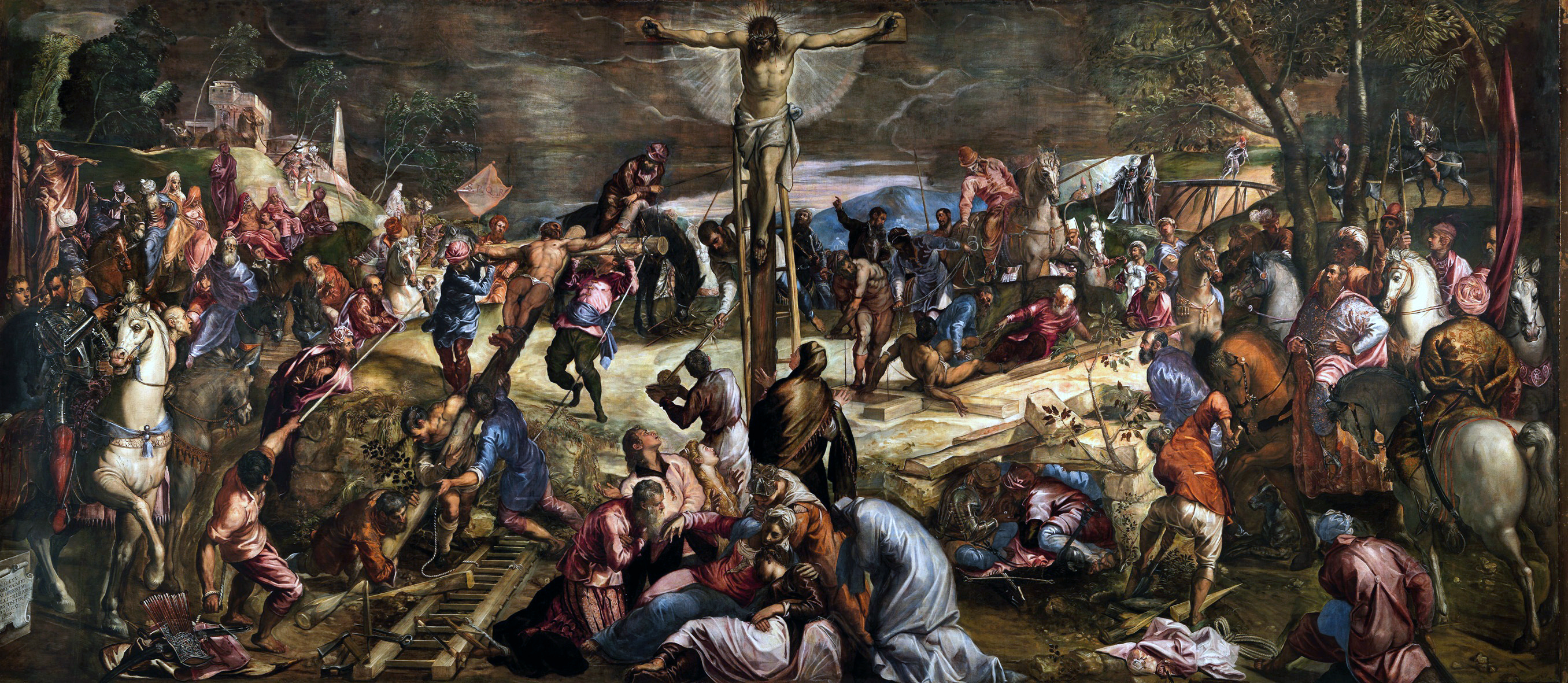
La crucifixión

Las paredes las decoró entre 1566 y 1567, con seis lienzos al óleo: La subida al Calvario (515 x 390 cm) en la parte izquierda de la pared de entrada; La coronación de espinas (260 x 390 cm) en el centro de dicha pared, sobre la puerta; Cristo ante Pilato (515 x 380 cm) en la parte derecha de la pared de entrada; en las dos paredes laterales, dos figuras de profetas no identificados; y, en la pared frente a la entrada, La crucifixión (536 x 1224 cm).
Los lienzos dedicados a la Pasión de Cristo (La subida al Calvario, La coronación de espinas y Cristo ante Pilato) siguen el orden inverso al tradicional izquierda-derecha, probablemente porque están representados como visiones de los dos profetas de los laterales: el de la derecha mira a La crucifixión y el de la izquierda a los tres cuadros de la Pasión, por lo que el primero que mira es Cristo ante Pilato, el primero en orden cronológico. La subida al Calvario muestra una composición en doble diagonal, con un tono enfático que otorga a la imagen más una sensación de cortejo triunfal que del sufrimiento inherente a la acción. La coronación de espinas tiene su parte inferior recortada de forma triangular, ya que se halla sobre la puerta; presenta a Cristo como «Varón de dolores», con un verdugo que le pone un manto blanco manchado de sangre y flanqueado de un soldado con armadura y el gobernador Pilato. Cristo ante Pilato destaca por la luminosidad de la figura de Cristo, en contraste con la sombra de los demás personajes; la composición está probablemente inspirada en la Pequeña Pasión de Alberto Durero.
El cuadro más monumental es La crucifixión, un lienzo de doce metros de anchura y cinco de altura. Cristo aparece en lo alto de la cruz, en la parte central del cuadro, envuelto por un aura de luz, mientras a los pies se lamentan san Juan y las Santas Mujeres. En los costados se representan multitud de personajes, entre soldados y asistentes a la escena. La composición destaca por su solidez estructural; según Luigi Coletti (Tintoretto, 1940), «la creación del espacio se ayuda no solo de los medios de perspectiva lineal, sino también de la superposición antagónica de dos composiciones, que ya hemos observado otra vez: una ambiental, según la perspectiva ordinaria, convergente en el horizonte, y otra figurativa, que converge en el observador». John Ruskin definió esta obra como «superior a todo comentario y a toda alabanza». Agostino Carracci hizo en 1589 un famoso grabado de esta obra. El cuadro está firmado MDLXV TEMPORE MAGNIFICI DOMINI HIERONYMI ROTAE ET COLLEGARUM IACOBUS TINCTORECTUS FACEBAT.

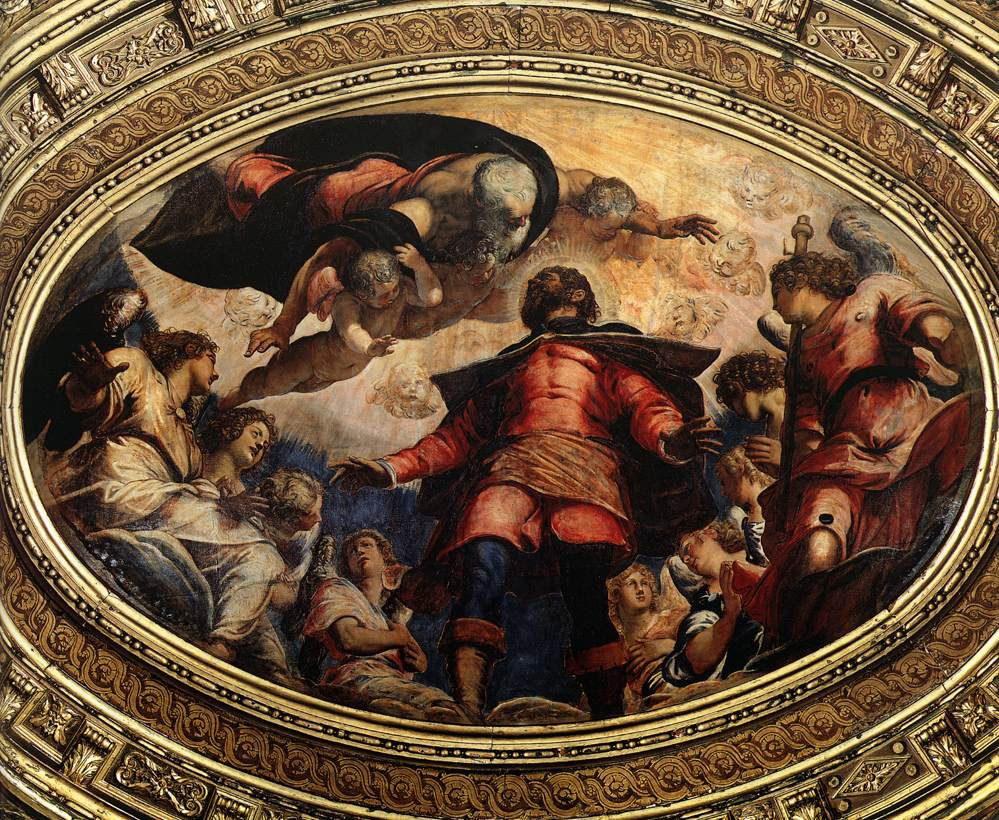
San Roque en gloria
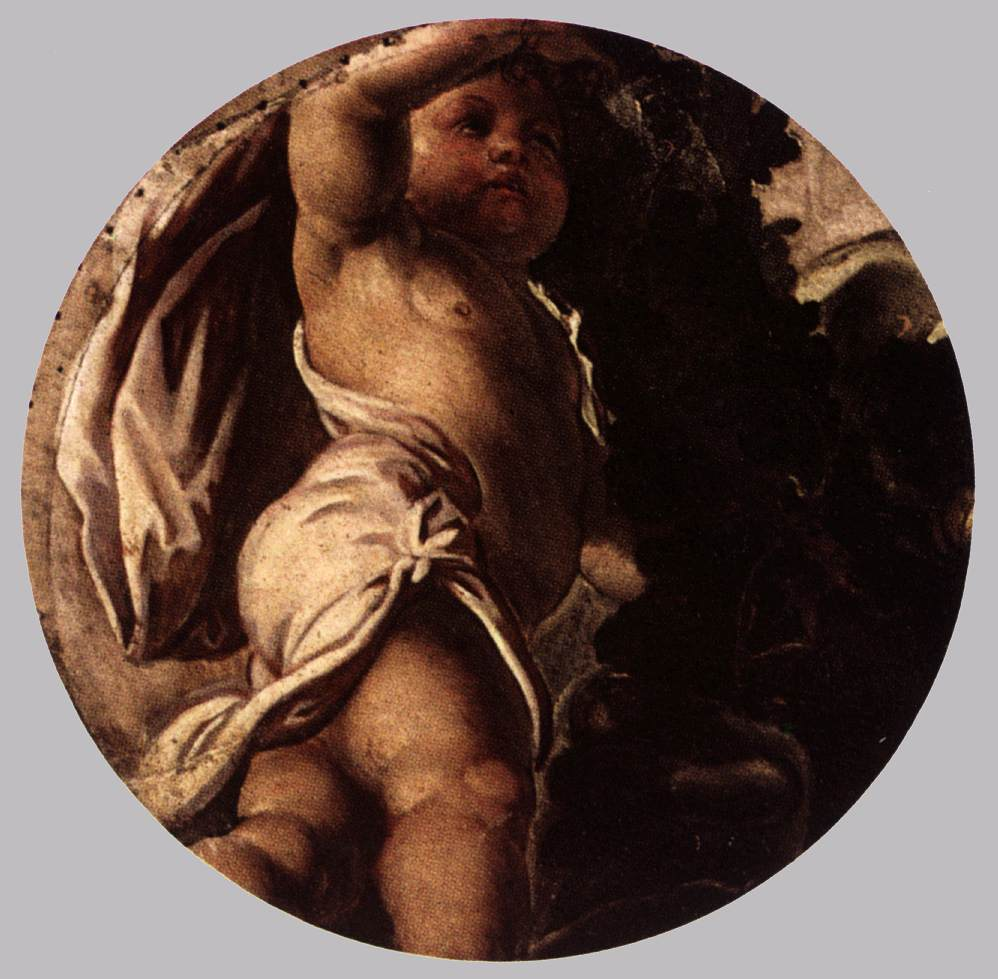
El otoño
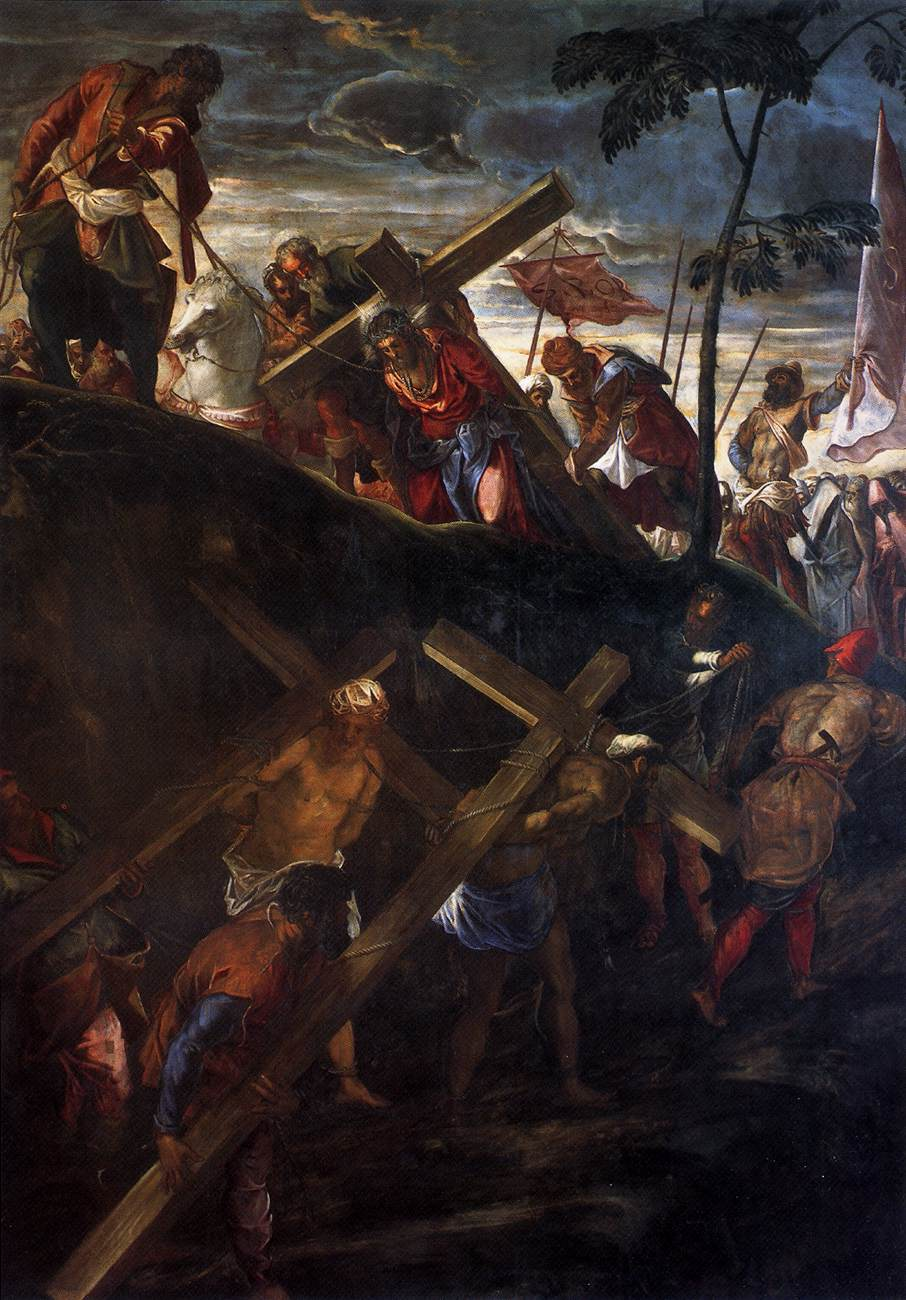
La subida al Calvario
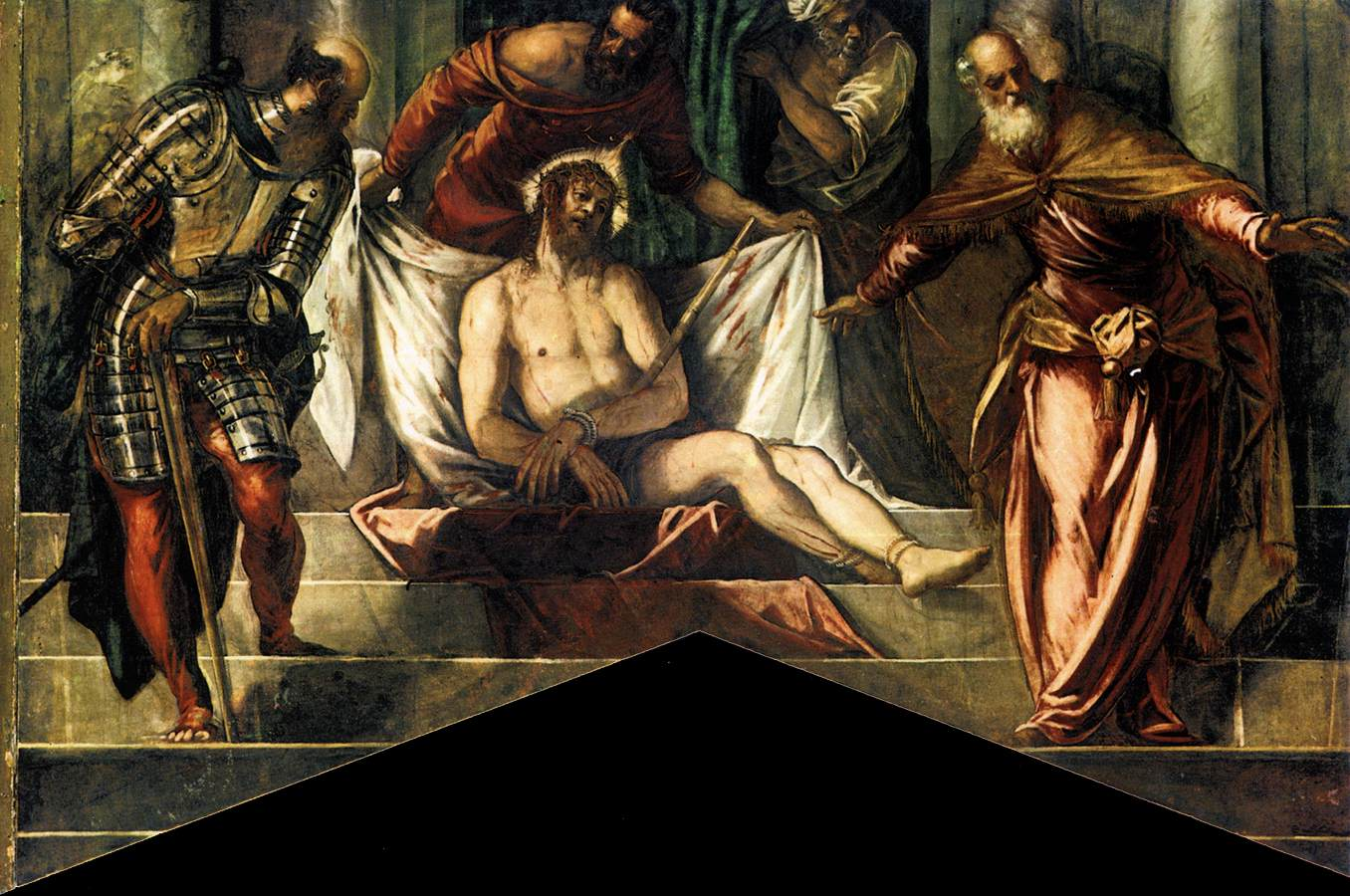
La coronación de espinas
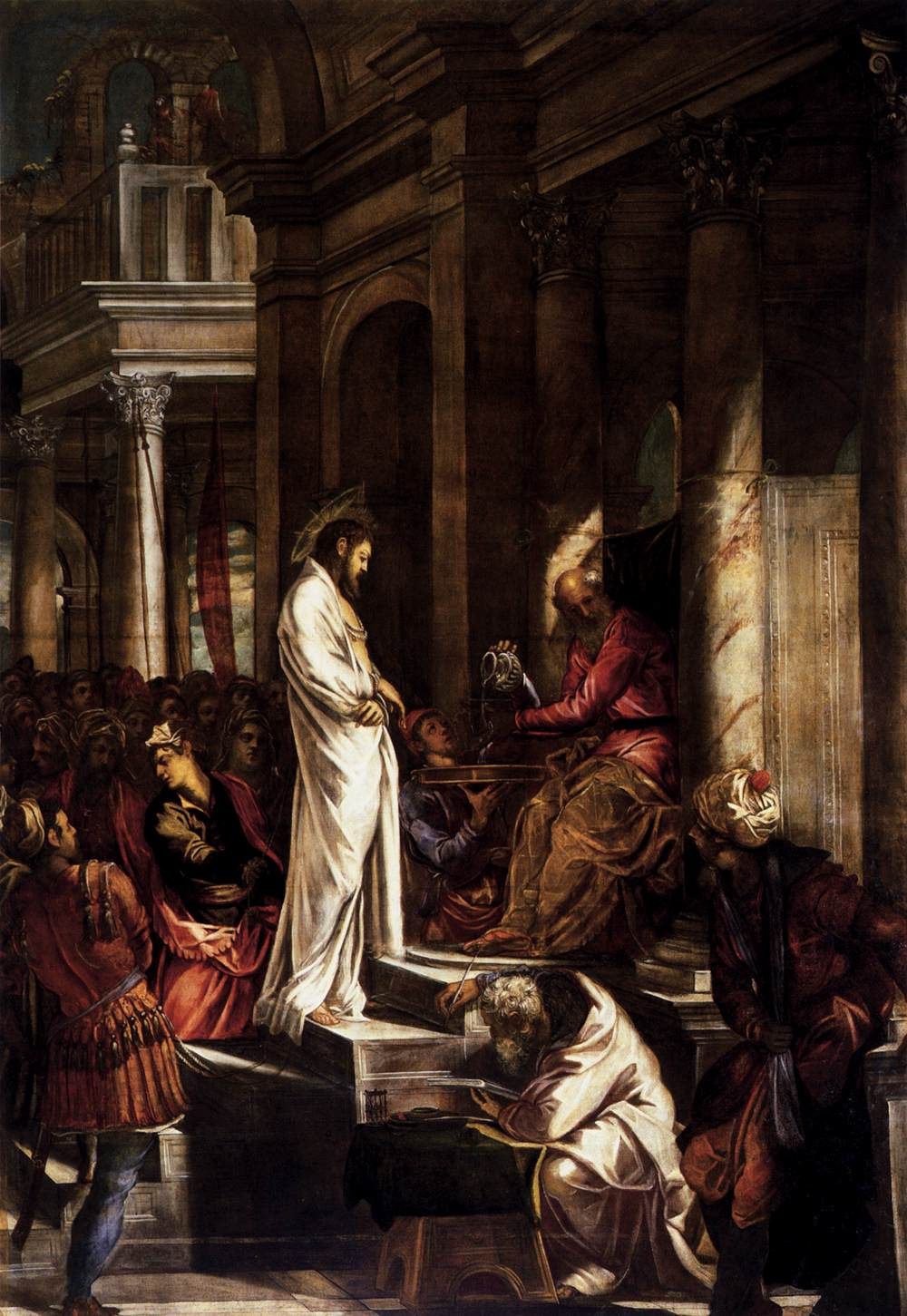
Cristo ante Pilato
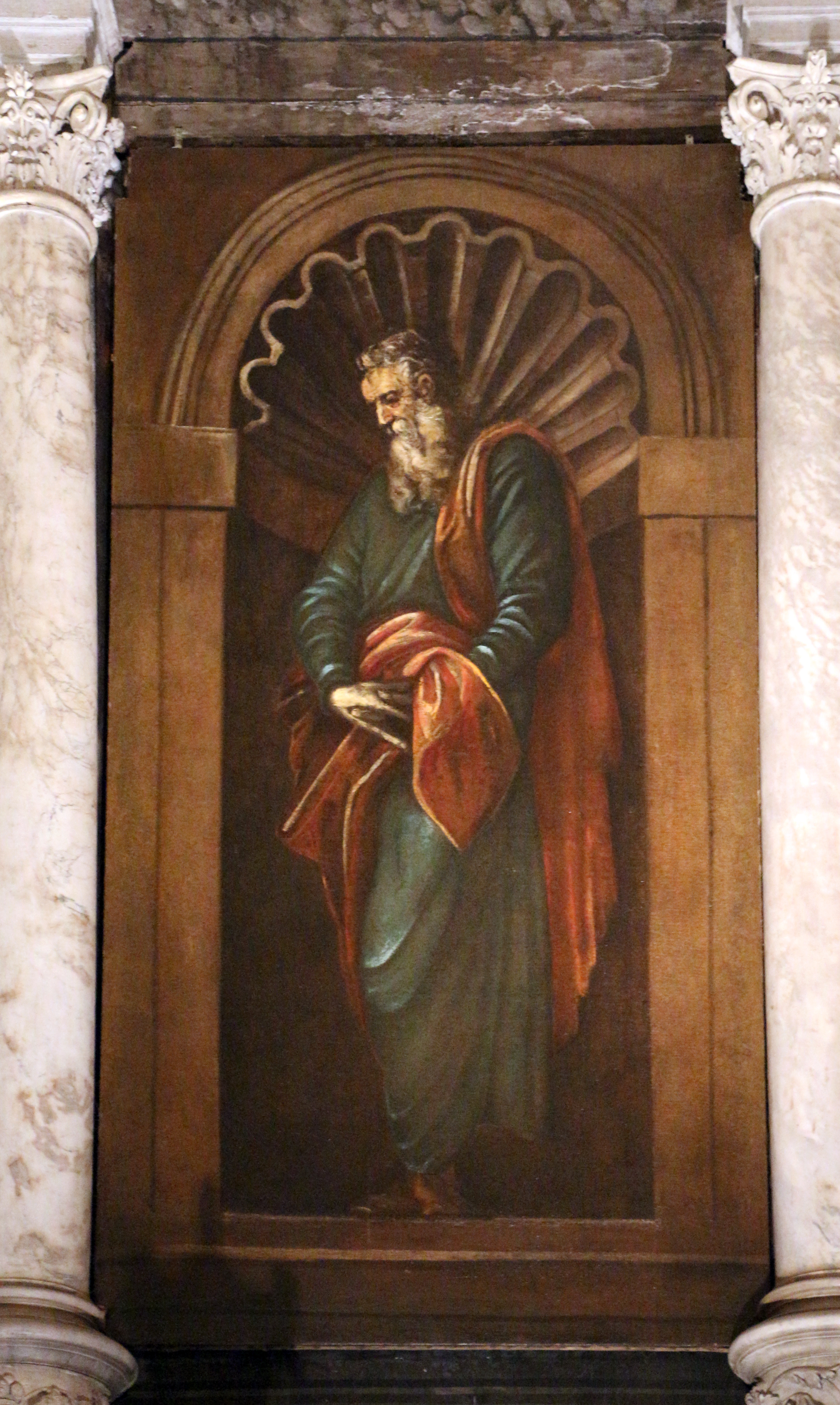
Profeta

#### Sala Grande

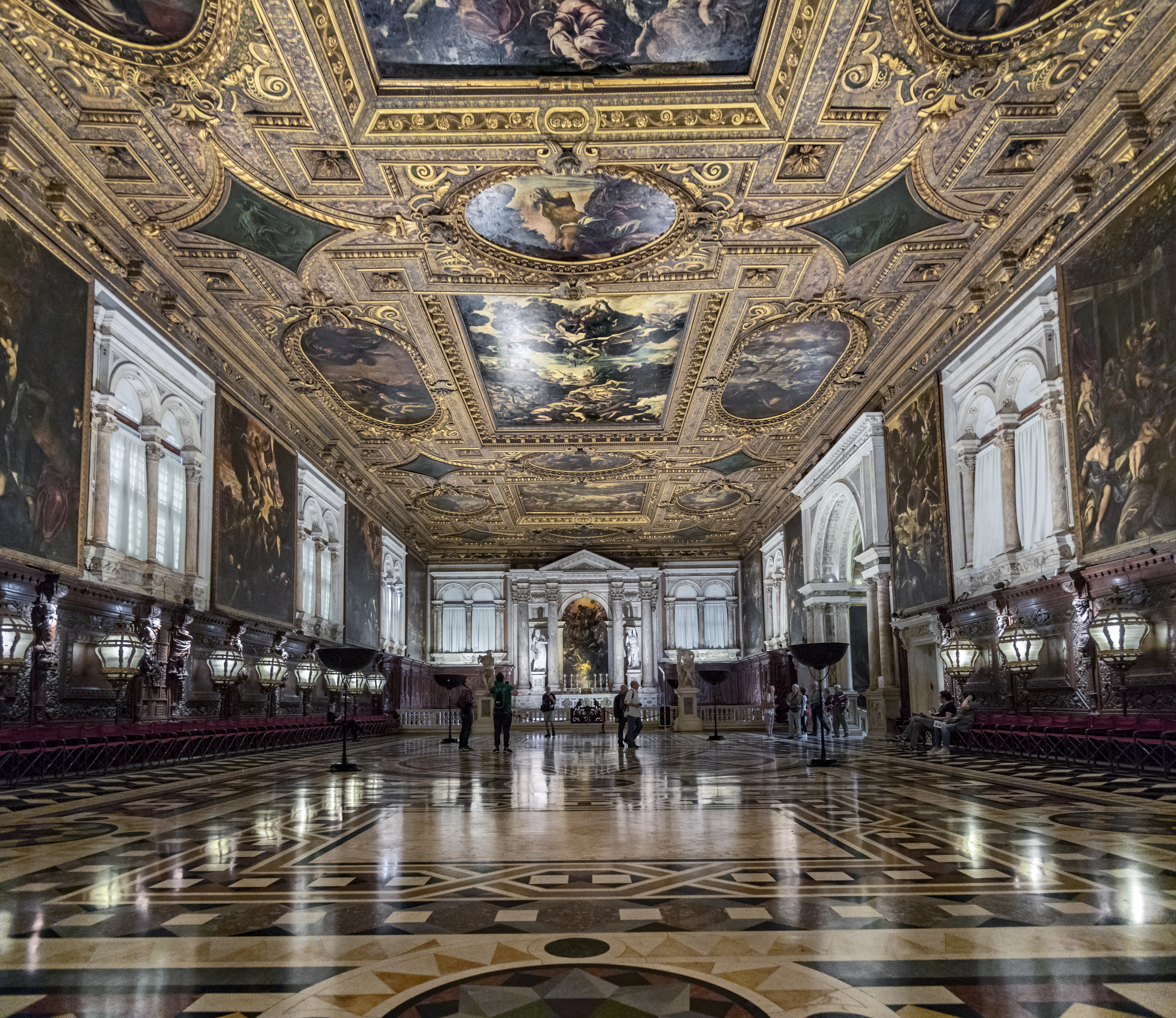
Sala Grande

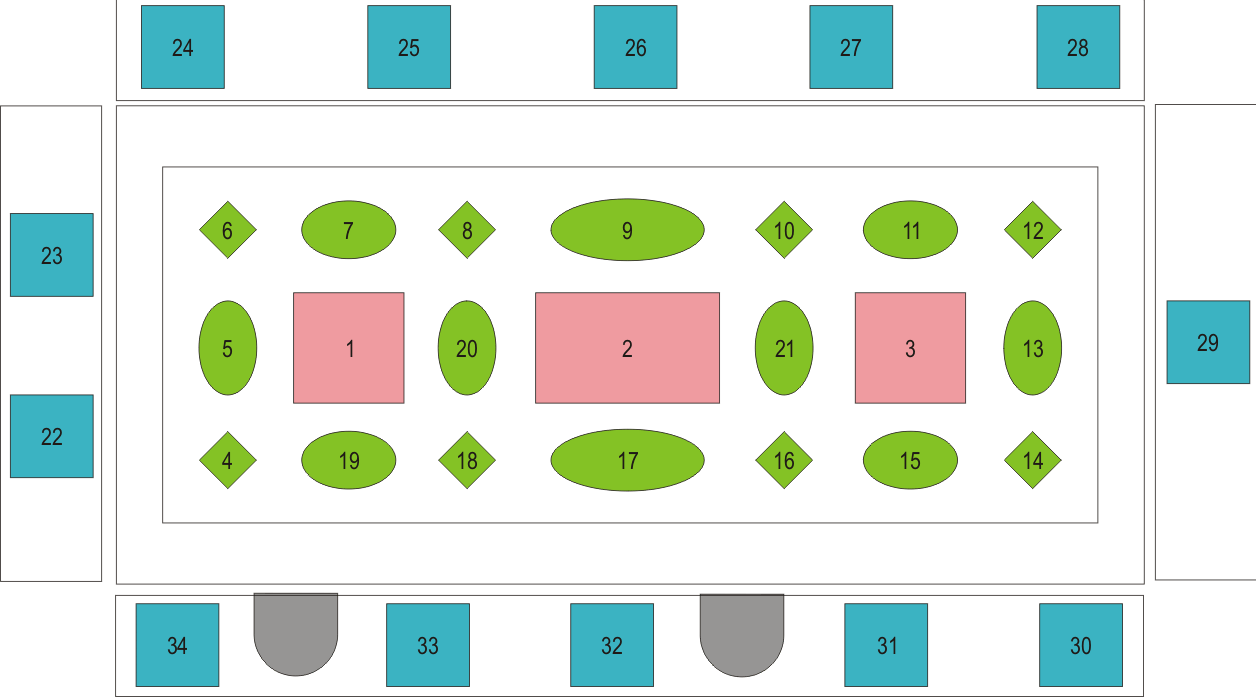
Sala Grande: 1-Moisés hace manar agua de la roca, 2-La erección de la serpiente de bronce, 3-La recolección del maná, 4-Moisés salvado de las aguas, 5-El pecado original, 6-Los tres jóvenes en el horno, 7-El Eterno aparece a Moisés, 8-Sansón saca agua de la quijada del asno, 9-La visión de Ezequiel, 10-Daniel salvado por el ángel, 11-Eliseo multiplicando los panes, 12-Abraham y Melquisedec, 13-La pascua de los hebreos, 14-La visión de Jeremías, 15-Elías alimentado por el ángel, 16-Elías sobre el carro de fuego, 17-La escala de Jacob, 18-Samuel y Saúl, 19-La columna de fuego, 20-Jonás saliendo del vientre de la ballena, 21-El sacrificio de Isaac, 22-San Roque, 23-San Sebastián, 24-La adoración de los pastores, 25-El Bautismo, 26-La Resurrección, 27-La oración en el huerto, 28-La última cena, 29-Puerta, 30-La multiplicación de los panes y los peces, 31-La resurrección de Lázaro, 32-La Ascensión, 33-Cristo cura al paralítico (La probática piscina), 34-Tentación de Cristo

En julio de 1575, Tintoretto presentó una solicitud a la hermandad para «hacer el cuadro grande central» de la Sala Grande. Al año siguiente, por el día de san Roque (16 de agosto) presentó el lienzo La erección de la serpiente de bronce. En enero de 1577 pidió realizar los otros dos grandes espacios del techo (Moisés hace manar agua de la roca y La recolección del maná) y, en marzo, solicitó la ejecución del resto del techo. Como compensación pidió únicamente el coste de las telas y los colores y unos honorarios a decidir por el consejo de la hermandad «en conciencia amistosamente». En septiembre de ese año se ofreció para realizar los lienzos de las paredes y otras obras necesarias para el ornamento de la scuola y la iglesia anexa, para lo que pidió una compensación anual vitalicia de cien ducados. Era una oferta generosa, que el artista ofreció «porque quiero demostrar el gran amor a la dicha veneranda Scuola y por la devoción que tengo al glorioso señor san Roque». La oferta fue aprobada el 2 de noviembre de 1577 y se formó una comisión de tres cofrades para supervisar el trabajo del artista. Cabe señalar que mientras trabajaba en la Sala Grande de la Scuola Tintoretto recibió el encargo de decorar la Sala de las Cuatro Puertas y la Sala del Colegio del Palacio Ducal de Venecia, destruidas en un incendio en 1574; sin embargo, delegó buena parte de estas obras en sus colaboradores, mientras que para la Scuola trabajó de propia mano, lo que demuestra su compromiso con la hermandad.
El programa iconográfico, elaborado seguramente por un fraile de la institución, se basa en el Antiguo Testamento para el techo y en los Evangelios para las paredes, con una serie de temas que aluden asimismo a la actividad caritativa de la Scuola, ya que aparecen temas centrados en los tres azotes corporales de la humanidad (hambre, sed y enfermedades), tal como observó Henry Thode (Tintoretto, 1901). Aunque esta opinión es ampliamente aceptada, Rudolf Berliner (revista Kunstchronik, 1920), defendió que el programa no era preestablecido, «sino que fue cristalizando en la mente de Tintoretto a lo largo de su trabajo». Recogió dicha opinión Charles de Tolnay (L'interpretazione dei cicli pittorici del Tintoretto nella Scuola di San Rocco, revista Critica d'arte, 1960), que señaló que el artista veneciano «amplió en tres círculos sucesivos, durante la ejecución, una primera idea-núcleo». Para este historiador, la Sala Grande «parece haber sido concebida como el oscuro atrio de misteriosas revelaciones, de subjetivas iluminaciones religiosas», centradas en el misterio de la redención.

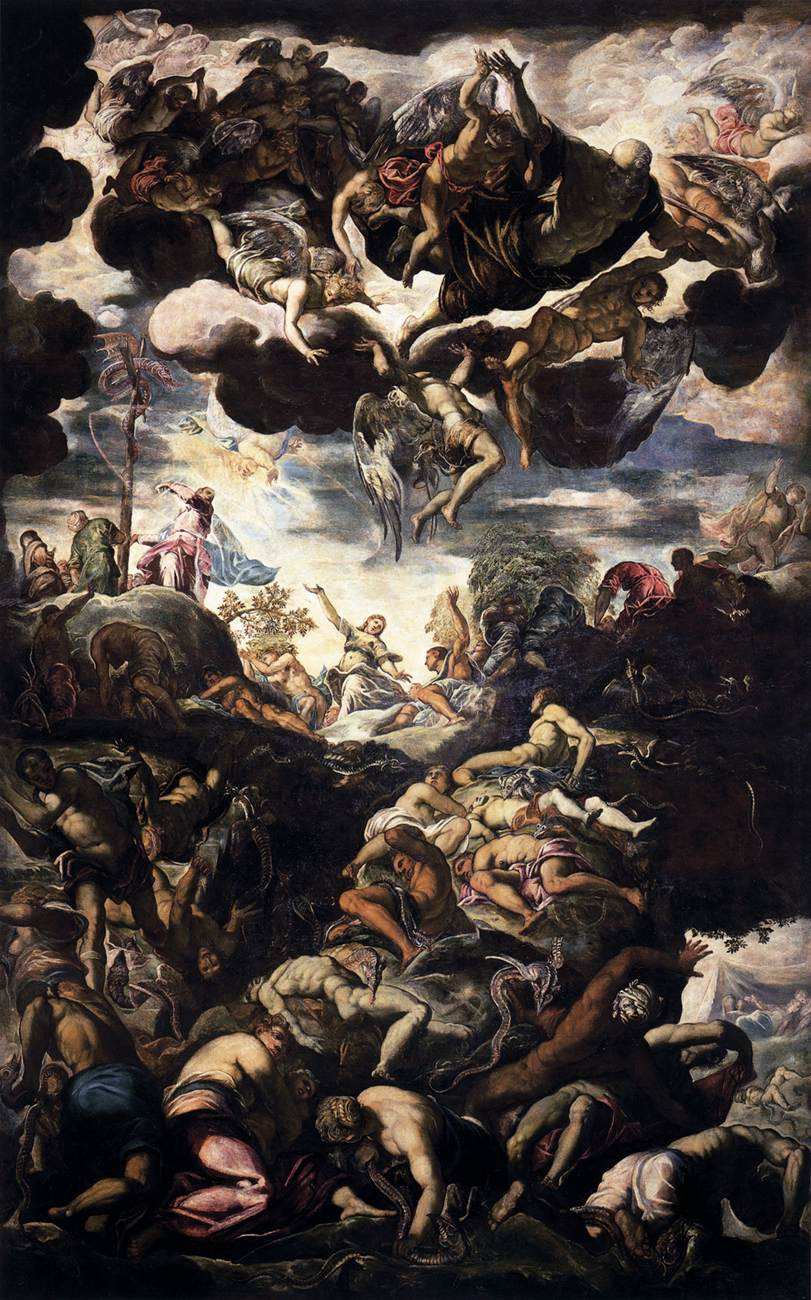
La erección de la serpiente de bronce

Respecto a la anterior sala, en este ciclo Tintoretto mostró una menor preocupación por la estructura espacial y, frente a sus habituales contraposiciones cromáticas, se basó más en los contrastes lumínicos y de claroscuro. En los lienzos de las paredes, colocados entre los ventanales y, por tanto, situados en unas desfavorables condiciones de iluminación, el pintor elaboró unas composiciones basadas casi totalmente en claroscuros, con luces opuestas y efectos espectaculares de iluminación, como relámpagos y rayos de luz. Según Tolnay, «la insuficiente iluminación de la sala se transformó, en manos de Tintoretto, en un factor estilísticamente positivo. Combinó con maestría en sus pinturas una luz aparentemente natural, cuya fuente parece estar fuera del cuadro, con una luz artificial y otra sobrenatural, cuyas fuentes se hallan dentro de la representación».
En el techo se encuentran tres grandes paneles centrales de forma rectangular: La erección de la serpiente de bronce (1575-1576, 840 x 520 cm), Moisés hace manar agua de la roca (1577, 550 x 520 cm) y La recolección del maná (1577, 550 x 520 cm). A su alrededor, diez lienzos ovalados (1577-1578): El pecado original (265 x 370 cm), El Eterno aparece a Moisés (370 x 265 cm), La columna de fuego (370 x 265 cm), Jonás saliendo del vientre de la ballena (265 x 370 cm), La visión de Ezequiel (660 x 265 cm), La escala de Jacob (660 x 265 cm), El sacrificio de Isaac (265 x 370 cm), Eliseo multiplicando los panes (370 x 265 cm), Elías alimentado por el ángel (370 x 265 cm) y La pascua de los hebreos (265 x 370 cm). Entre ellos, ocho lienzos romboidales (1577-1578,  (265 x 265 cm)): Abraham y Melquisedec, La visión de Jeremías, Elías sobre el carro de fuego, Daniel salvado por el ángel, Sansón saca agua de la quijada del asno, Samuel y Saúl, Moisés salvado de las aguas y Los tres jóvenes en el horno.
La principal obra, en el centro del techo, es La erección de la serpiente de bronce, un tema que prefigura todo el ciclo desarrollado posteriormente; según Tolnay, «la salvación y curación de la humanidad paciente a través de un milagro del Antiguo Testamento que es prefiguración de la redención de la humanidad a través del sacrificio de Cristo en la cruz». Así pues, la erección de la serpiente se considera una visión profética de la crucifixión de Jesús. La composición se basa en diagonales, en un sentido ascendente que conduce a la figura de Moisés y la serpiente alzada en un poste, en la parte central izquierda, hasta la parte superior ocupada por las legiones angélicas y la figura de Dios que alza su mano hacia Moisés. La obra denota la influencia de Miguel Ángel, tanto en la composición como en la plasticidad de las figuras.
Los dos cuadros que la flanquean siguen también el ciclo de Moisés: Moisés hace manar agua de la roca centra su composición en la figura del profeta, que practica el milagro de hacer brotar agua de una roca, la cual sale en chorro y alude simbólicamente a la sangre que mana de las heridas de Cristo, mientras en la esquina superior derecha aparece de nuevo el Creador, en un escorzo de clara raíz miguelangelesca; La recolección del maná muestra a Moisés a la derecha en un brusco movimiento de giro que se contrapone con la figura de la izquierda, de un joven semidesnudo que levanta el cesto para recoger el alimento caído del cielo, mientras en la parte superior un toldo evoca la cortina del Templo de Jerusalén y el mantel de la Última Cena, debajo de un cielo luminoso donde aparece nuevamente el Eterno y la lluvia del maná en forma de hostias.
La erección de la serpiente de bronce, Moisés hace manar agua de la roca y La recolección del maná representan las obras de caridad a las que se dedicaba la institución, respectivamente: cuidar al doliente, dar de beber al sediento y dar de comer al hambriento.

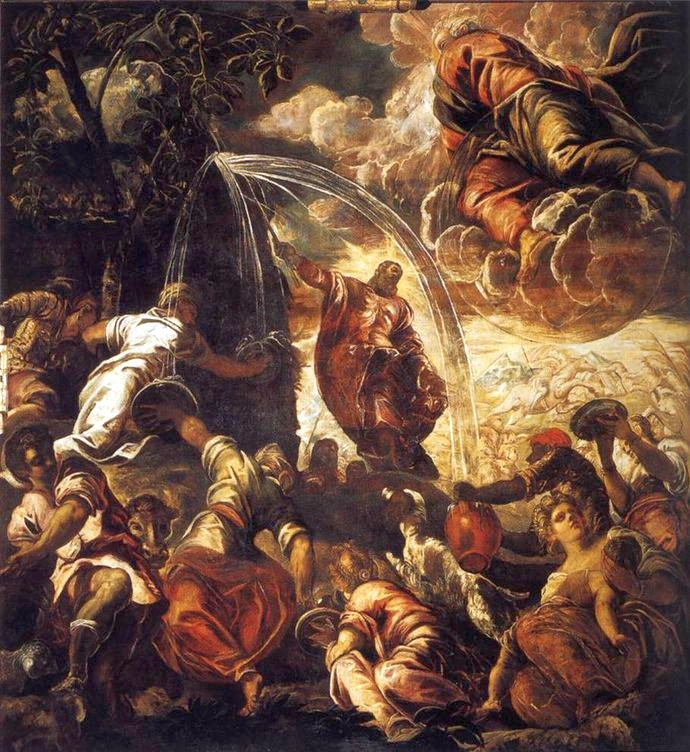
Moisés hace manar agua de la roca
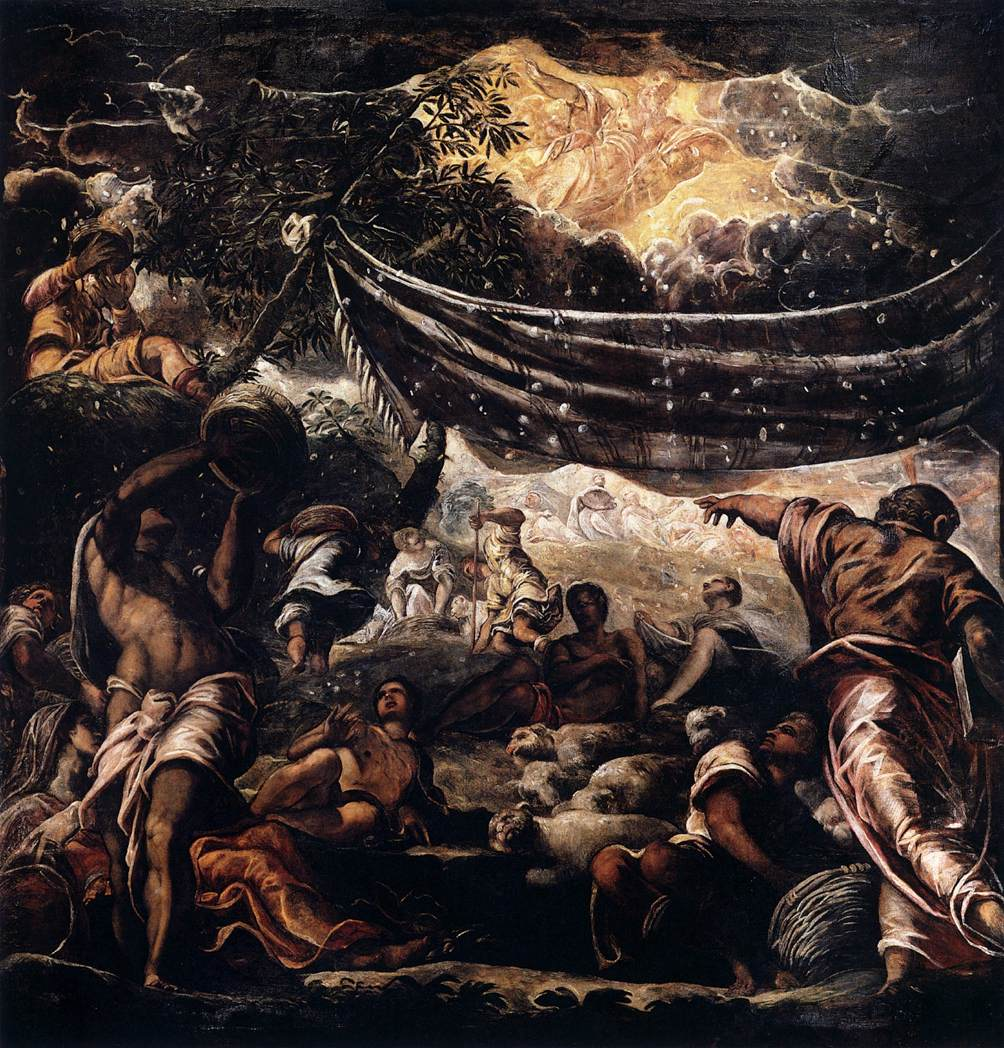
La recolección del maná
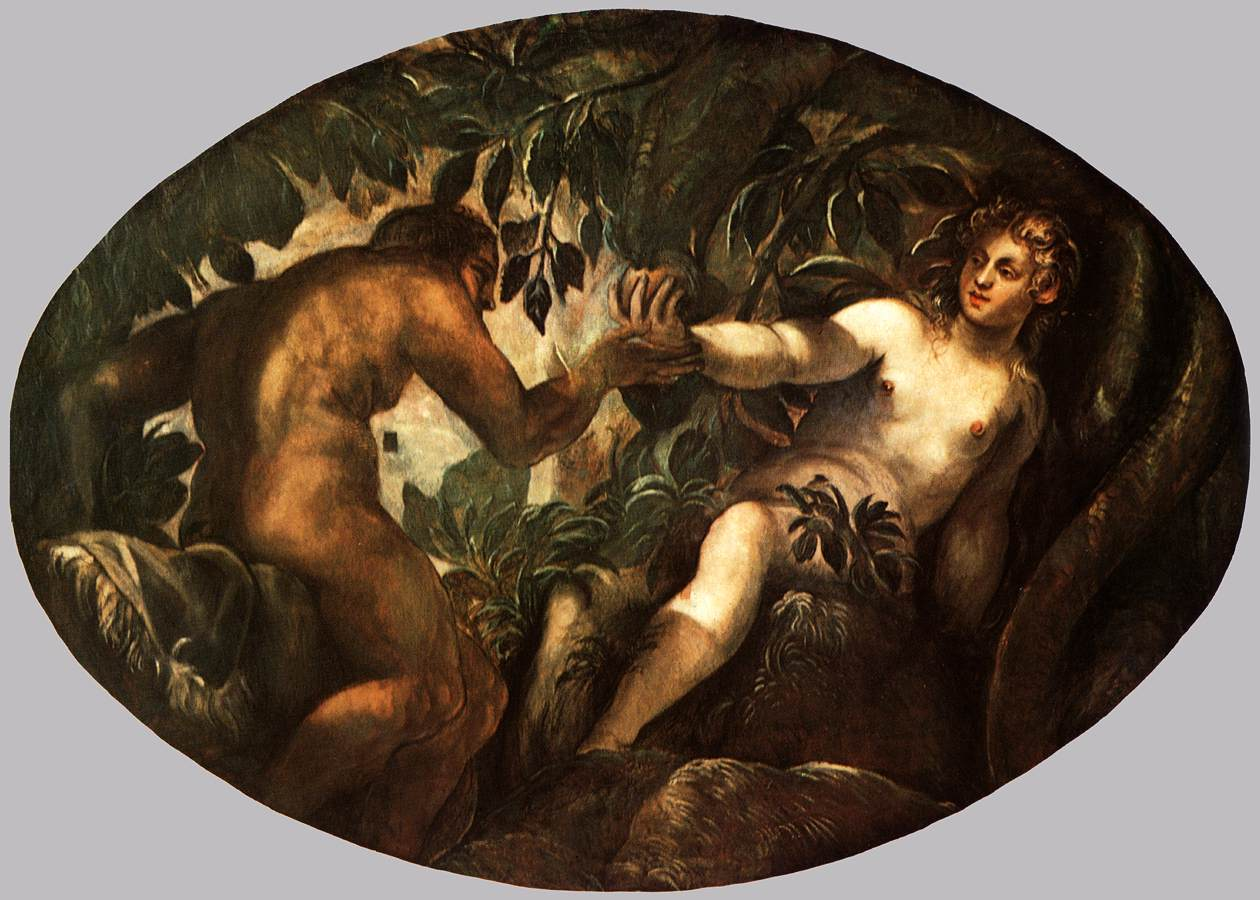
El pecado original
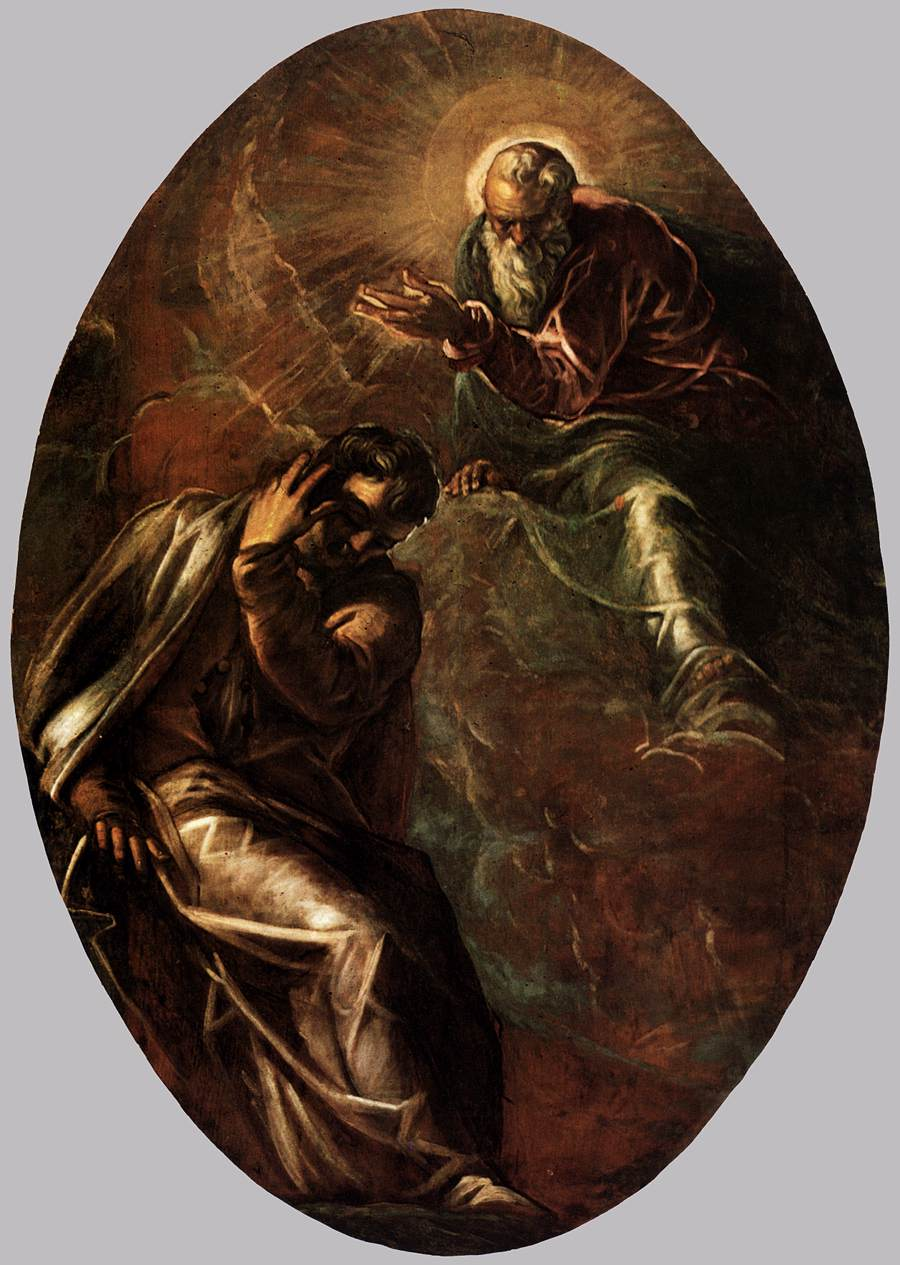
El Eterno aparece a Moisés
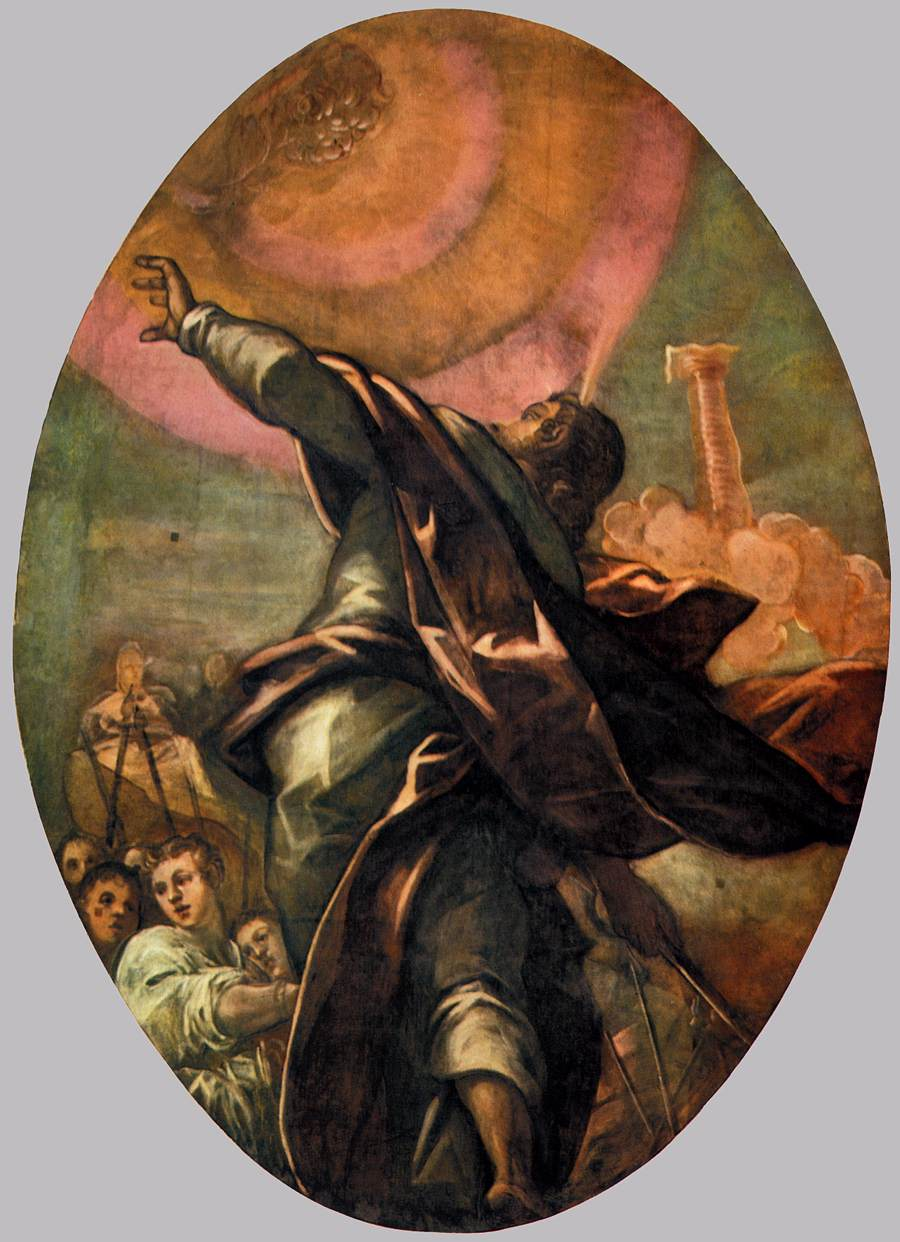
La columna de fuego
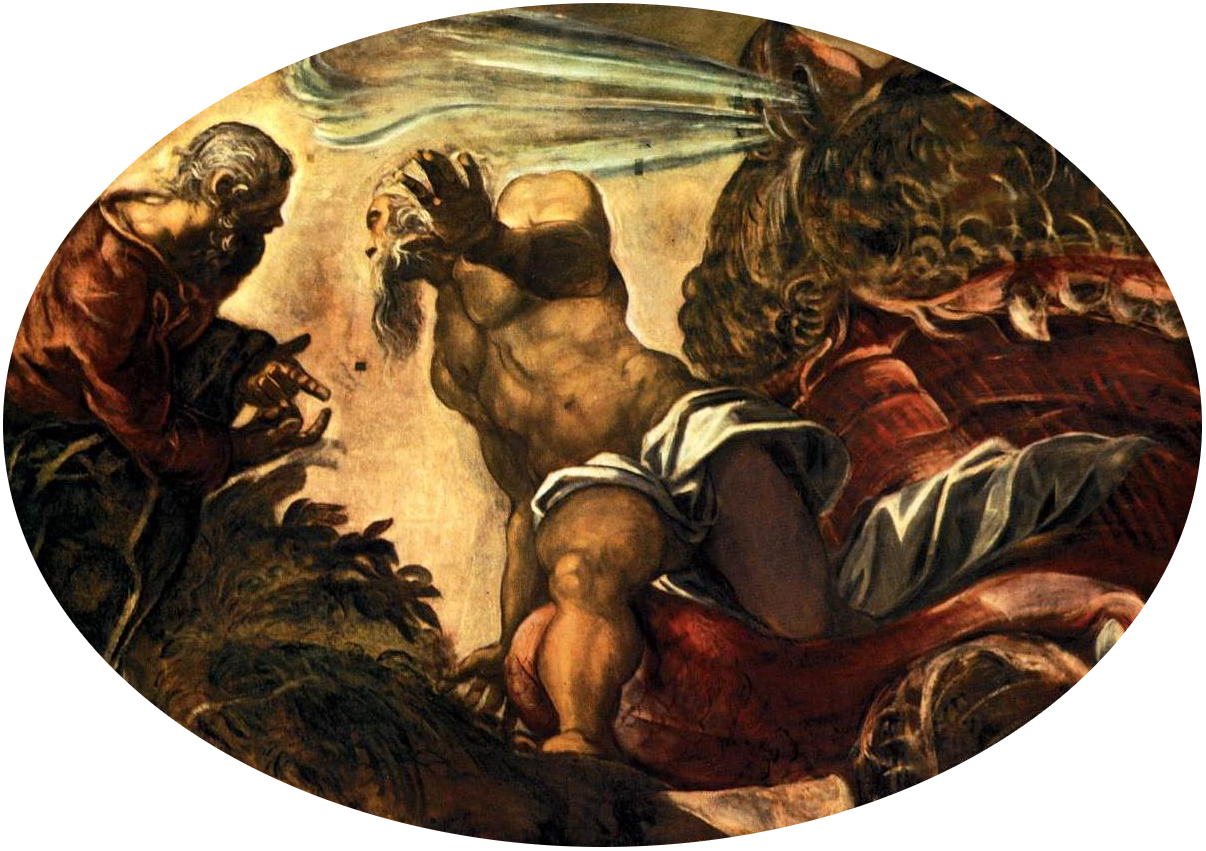
Jonás saliendo del vientre de la ballena
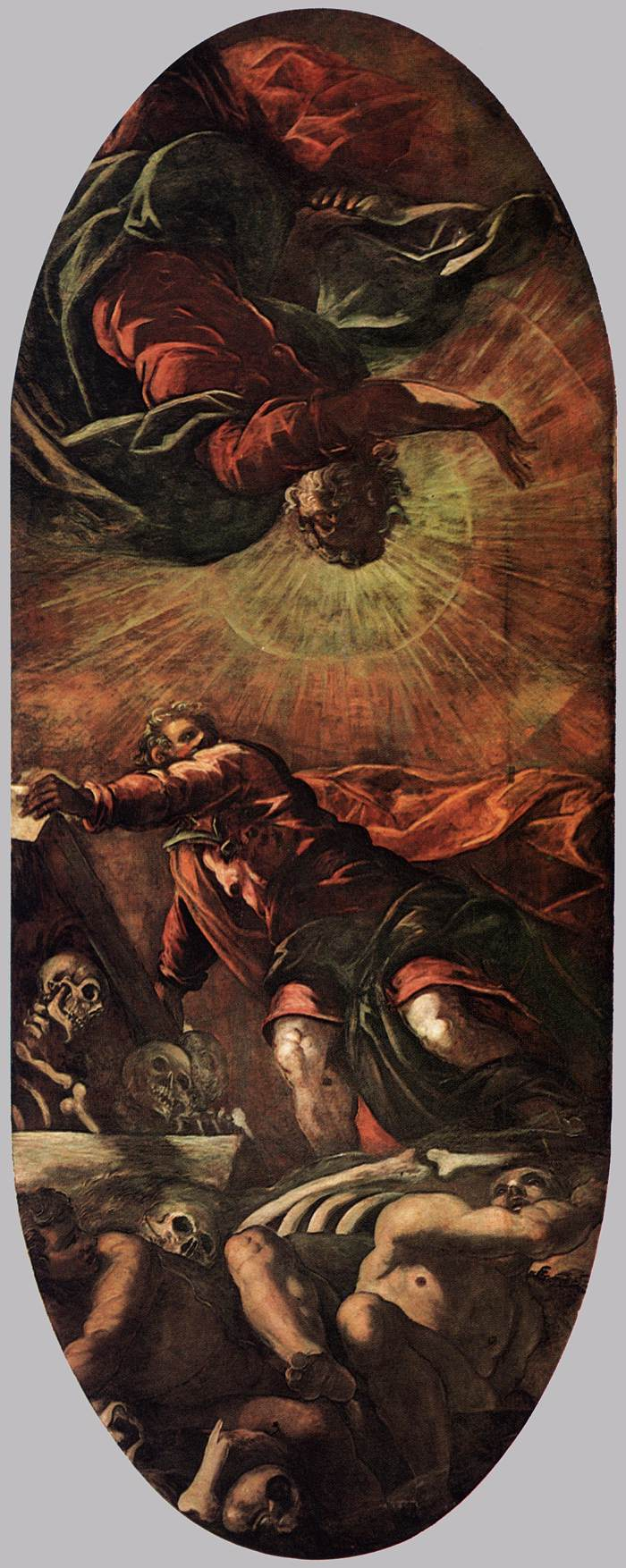
La visión de Ezequiel
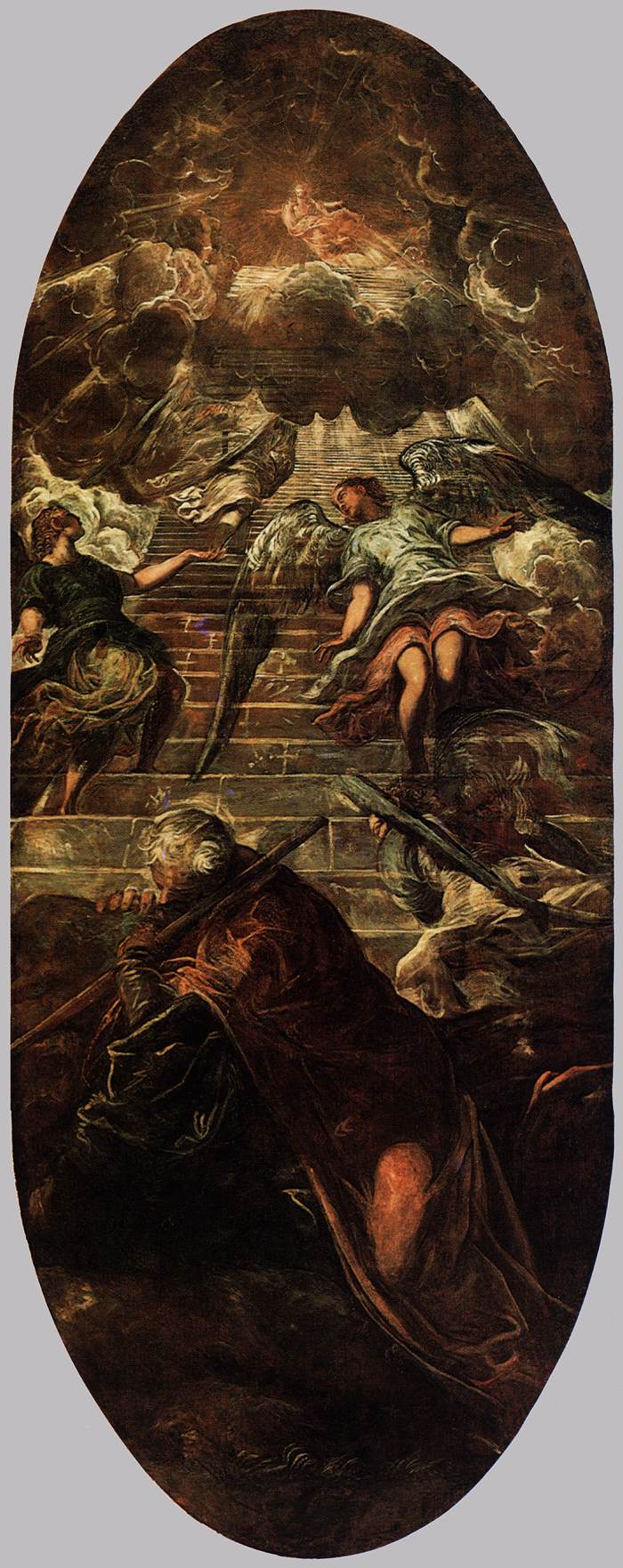
La escala de Jacob
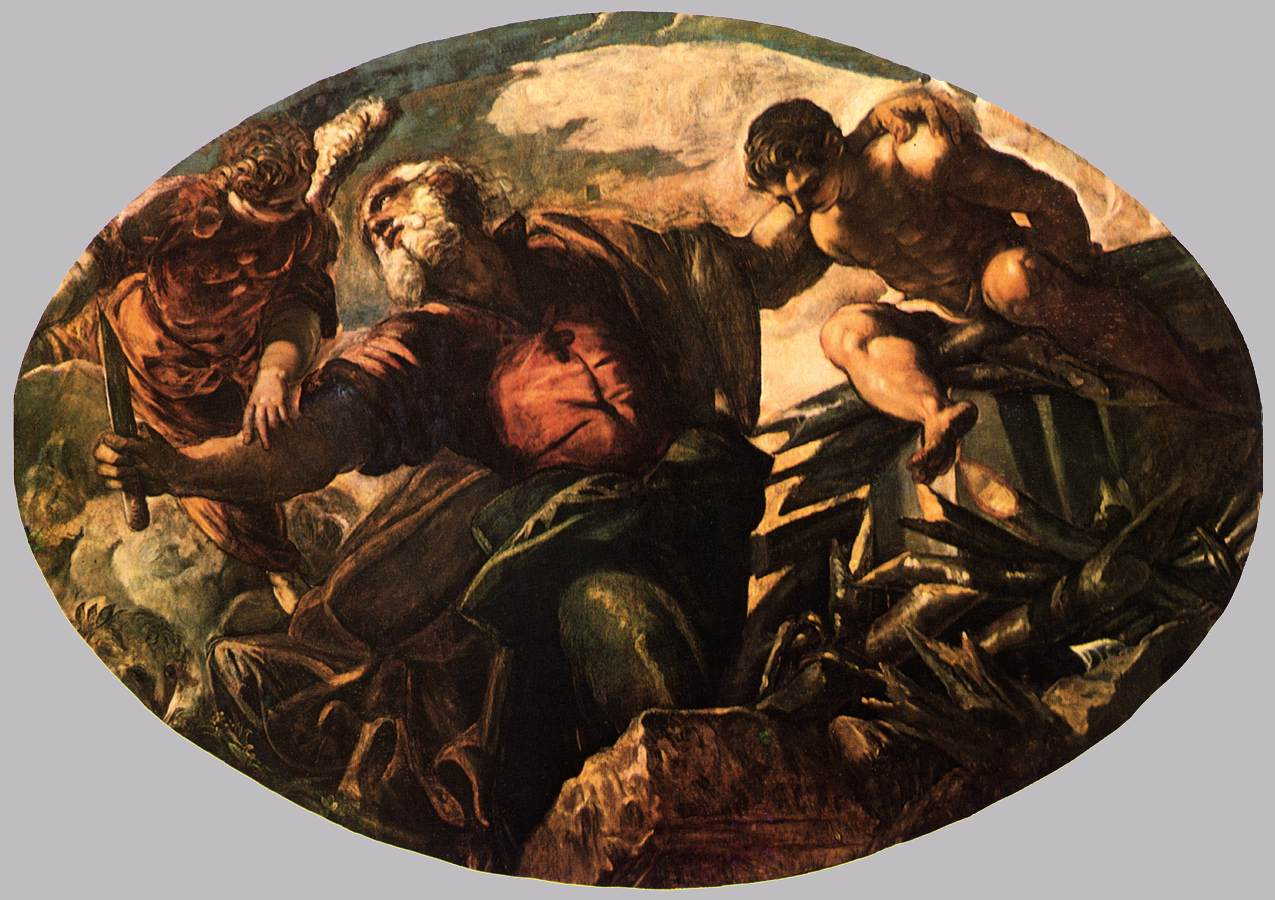
El sacrificio de Isaac
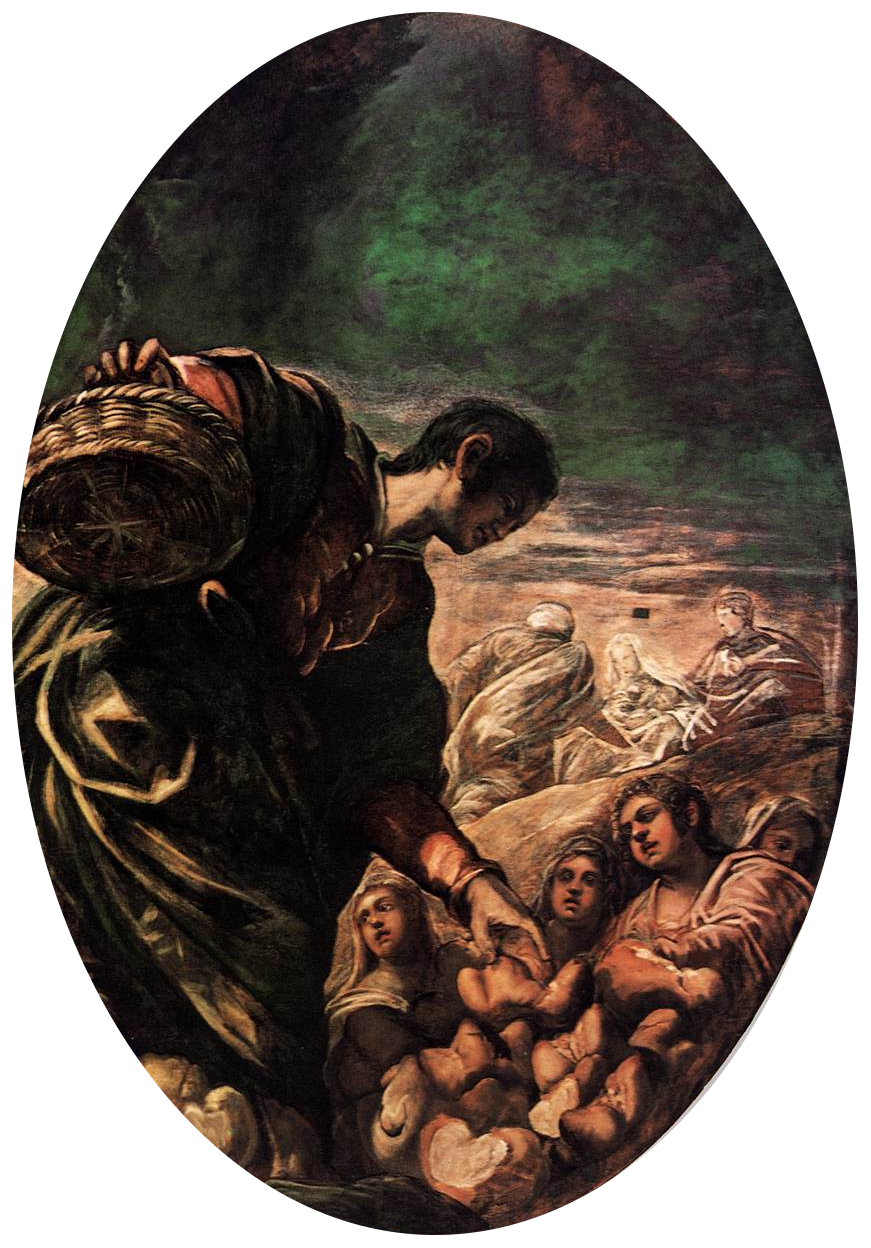
Eliseo multiplicando los panes
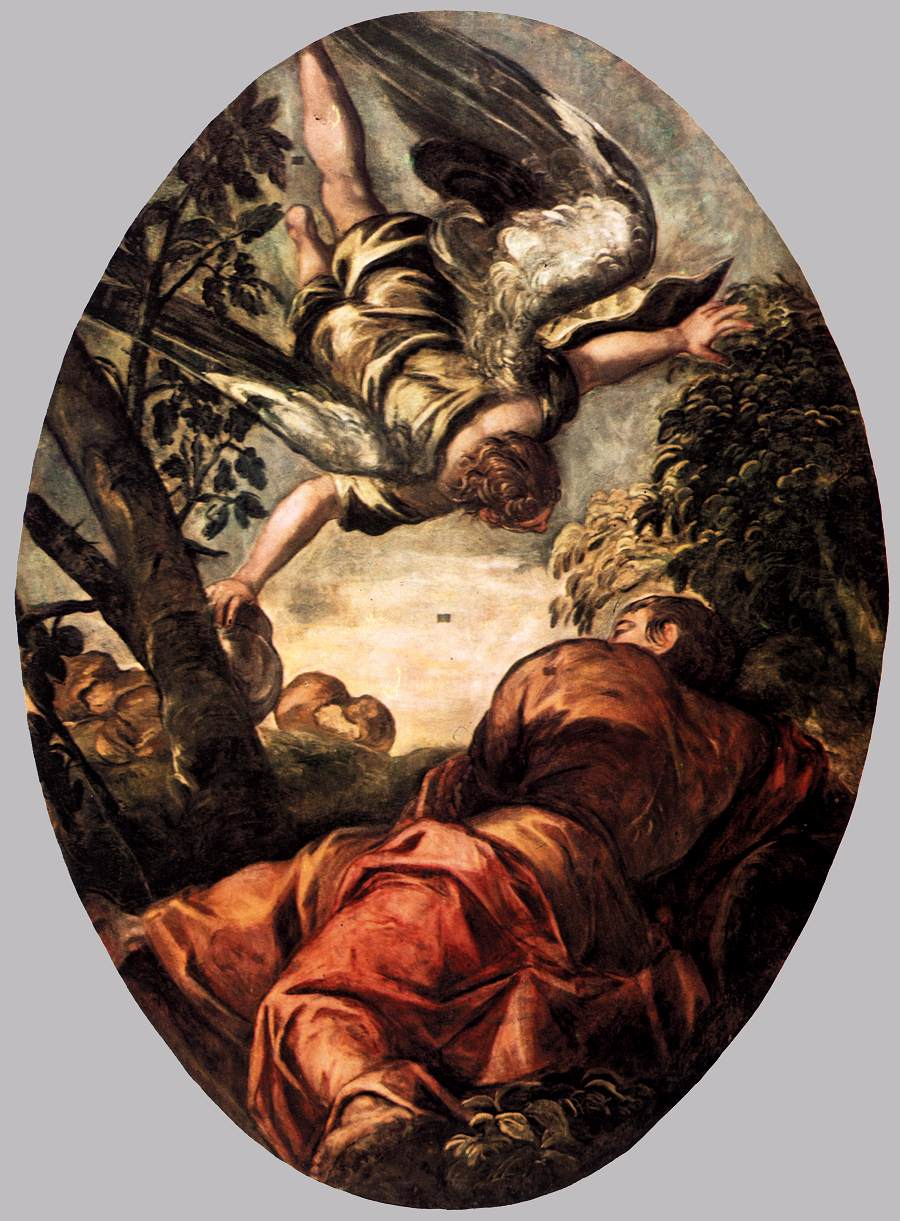
Elías alimentado por el ángel
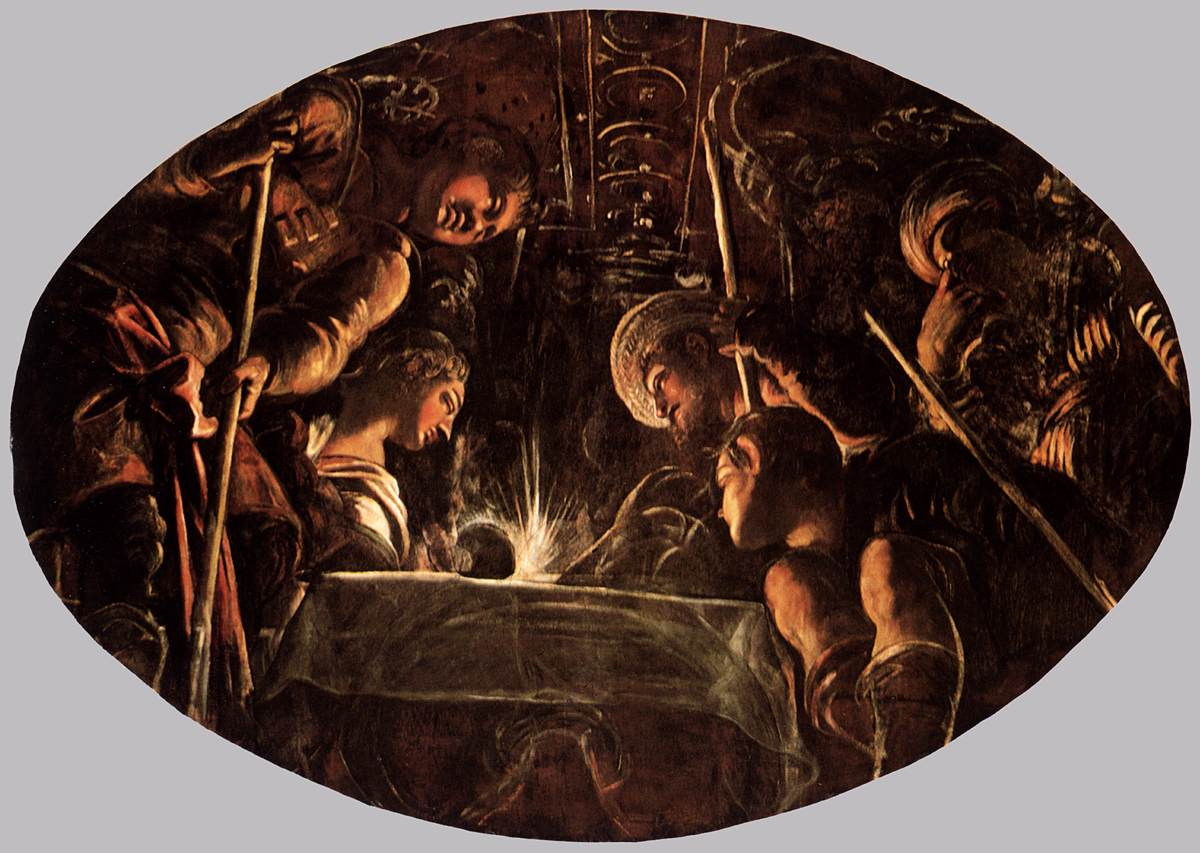
La pascua de los hebreos

En las paredes, doce lienzos (1578-1581): San Roque (250 x 80 cm), San Sebastián (250 x 80 cm), La adoración de los pastores (542 x 455 cm), El Bautismo (538 x 465 cm), La Resurrección (529 x 485 cm), La oración en el huerto (538 x 455 cm), La última cena (538 x 487 cm), La multiplicación de los panes y los peces (523 x 475 cm), La resurrección de Lázaro (541 x 356 cm), La Ascensión (538 x 325 cm), Cristo cura al paralítico (La probática piscina) (533 x 529 cm) y Tentación de Cristo (539 x 330 cm).
San Roque y San Sebastián son los dos santos patronos de la peste. Aparecen en unos falsos nichos entre las ventanas y cumplen la misma función de «testigos» que los dos profetas de la Sala dell'Albergo. El resto de escenas pertenecen al Nuevo Testamento, diversos episodios de la vida de Jesús.
En el XVIII se hicieron diversas intervenciones en la sala: en 1741 se sometieron a una limpieza; en 1777, Antonio Maria Zanetti aconsejó la sustitución de algunos lienzos del techo por copias, aunque su solicitud no fue atendida; en 1778 se hizo una restauración, en la que los paneles romboidales fueron repintados por un discípulo de Giovanni Battista Piazzetta llamado Angeli.
En esta sala se conservan también otros dos lienzos del artista realizados en 1588: Visión de San Roque, situado en el altar de la sala y realizado con colaboradores; y La Visitación, colocada originalmente encima del arco que da acceso a la segunda escalera y expuesta actualmente en un caballete junto al altar. Asimismo, en esta sala se expone también un Autorretrato de Tintoretto elaborado en 1573, que anteriormente se creía el retrato de un cofrade, hasta que fue identificado como autorretrato por Rodolfo Pallucchini en 1937.

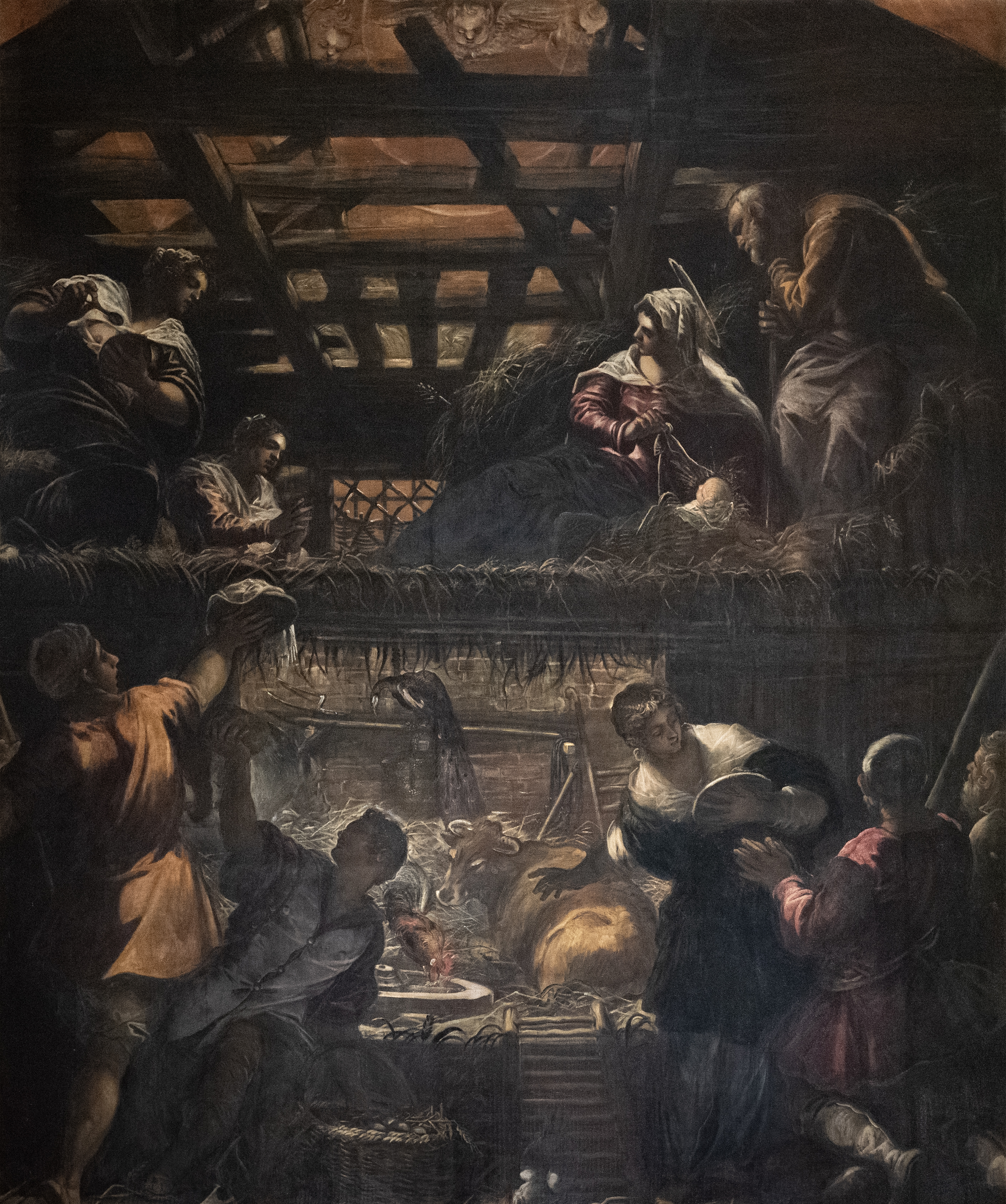
La adoración de los pastores
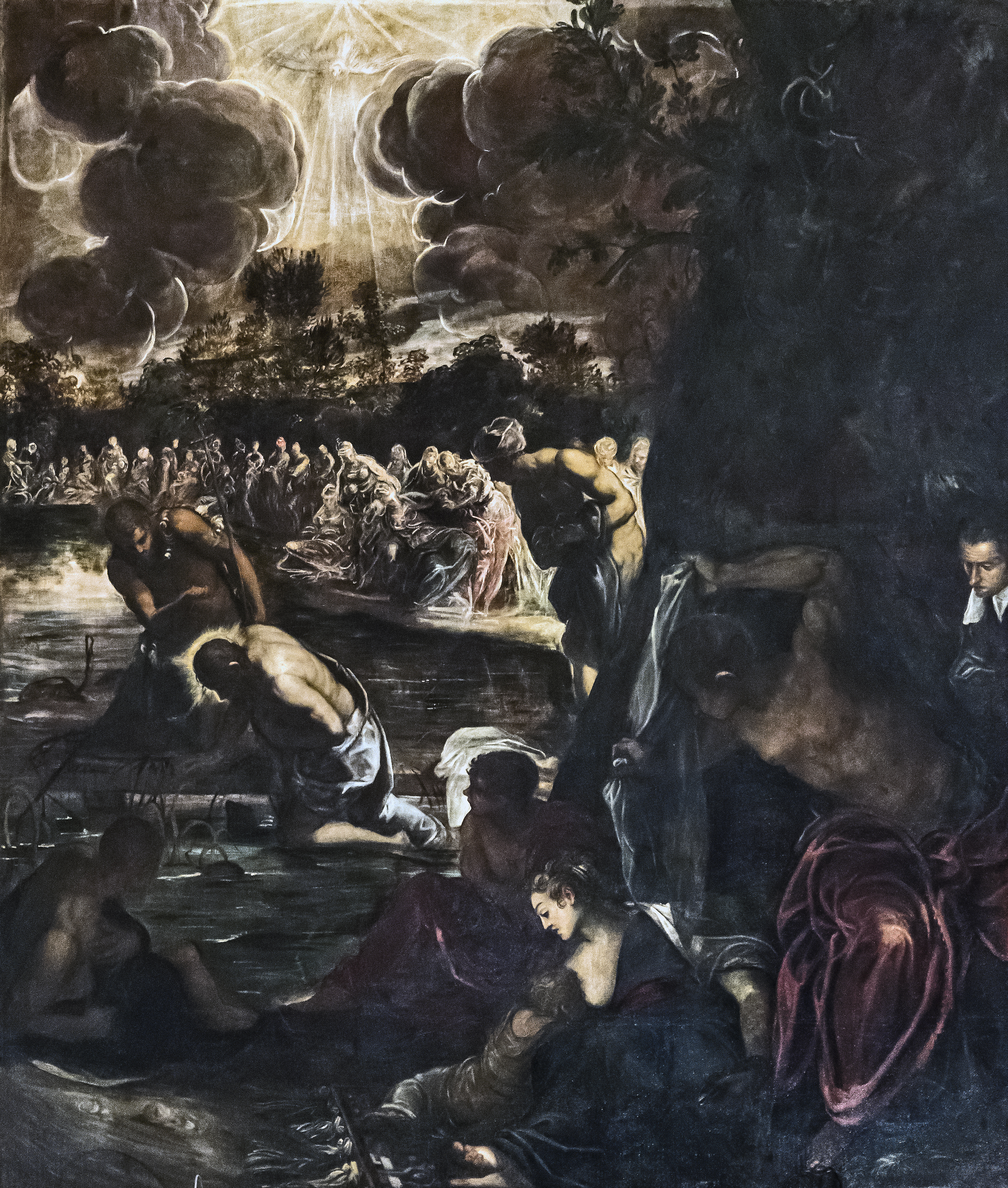
El Bautismo
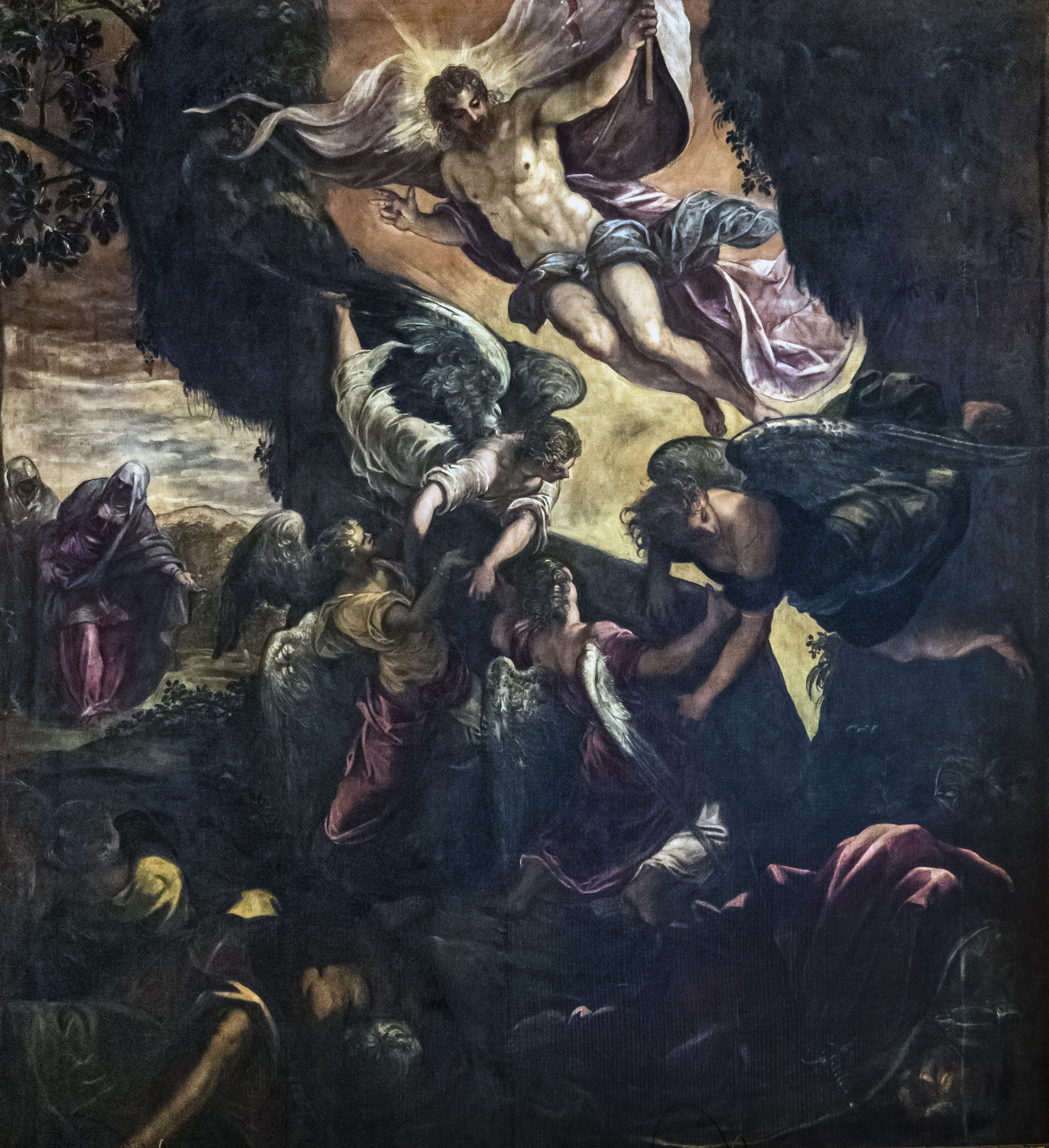
La Resurrección
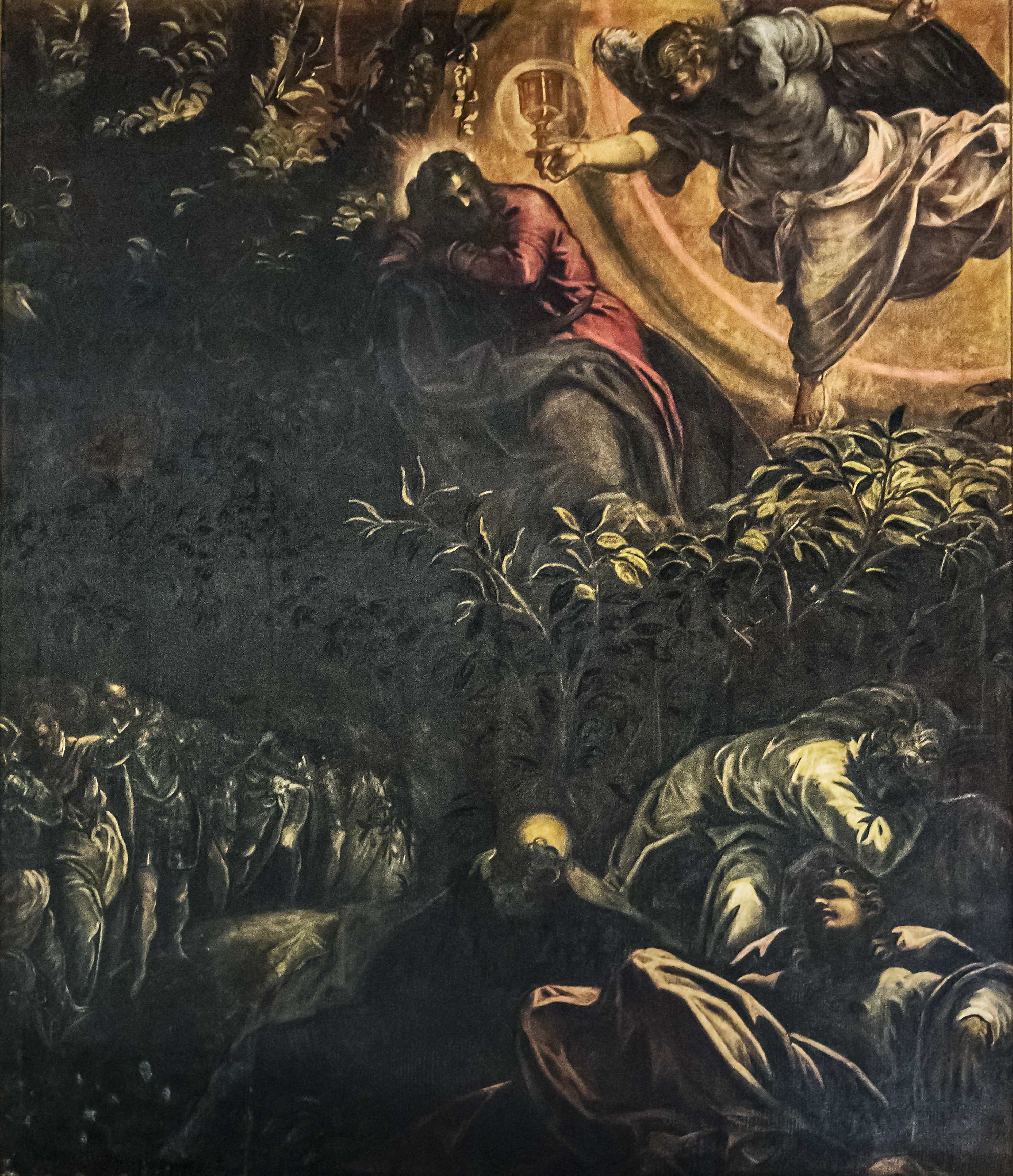
La oración en el huerto
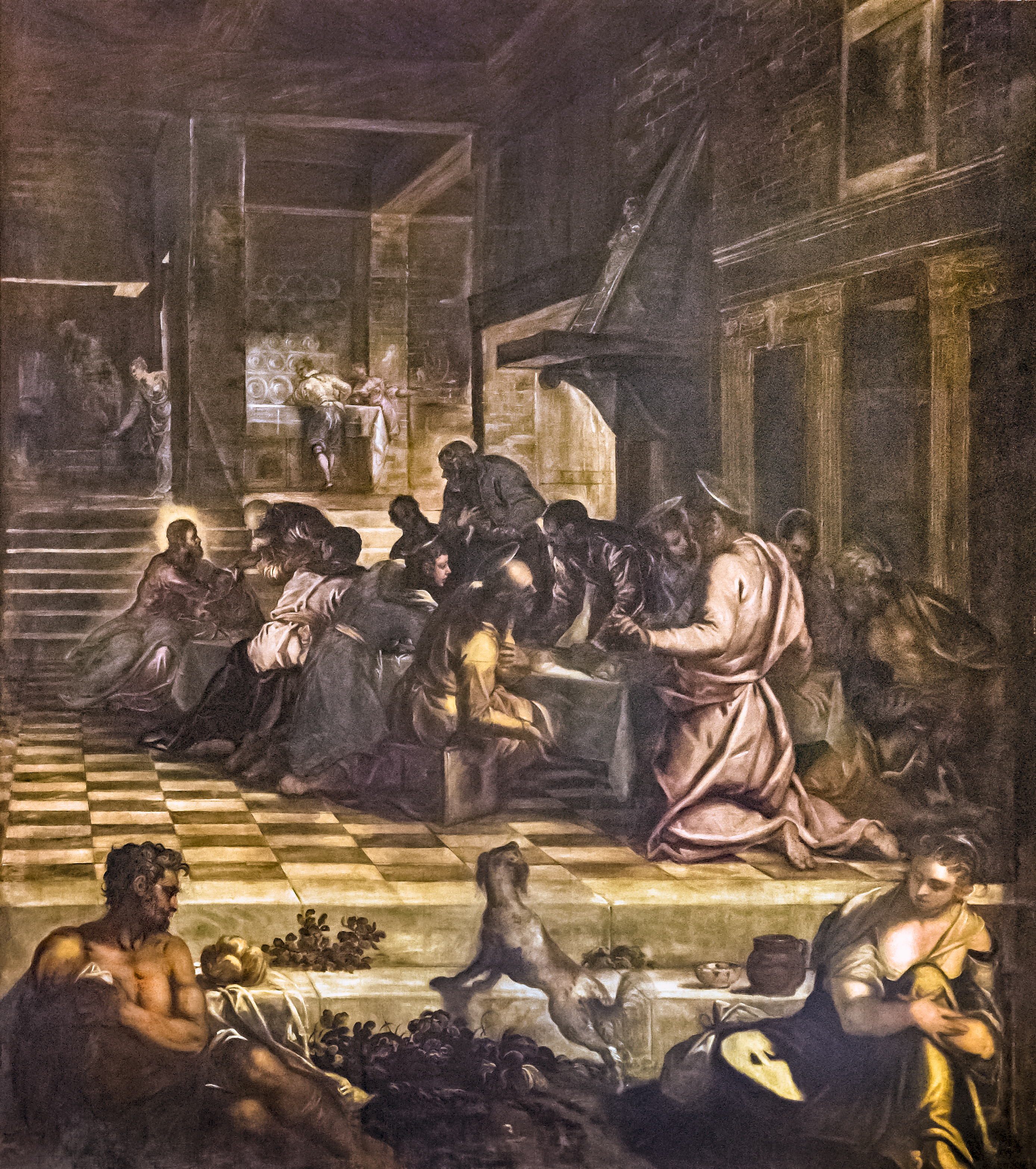
La última cena
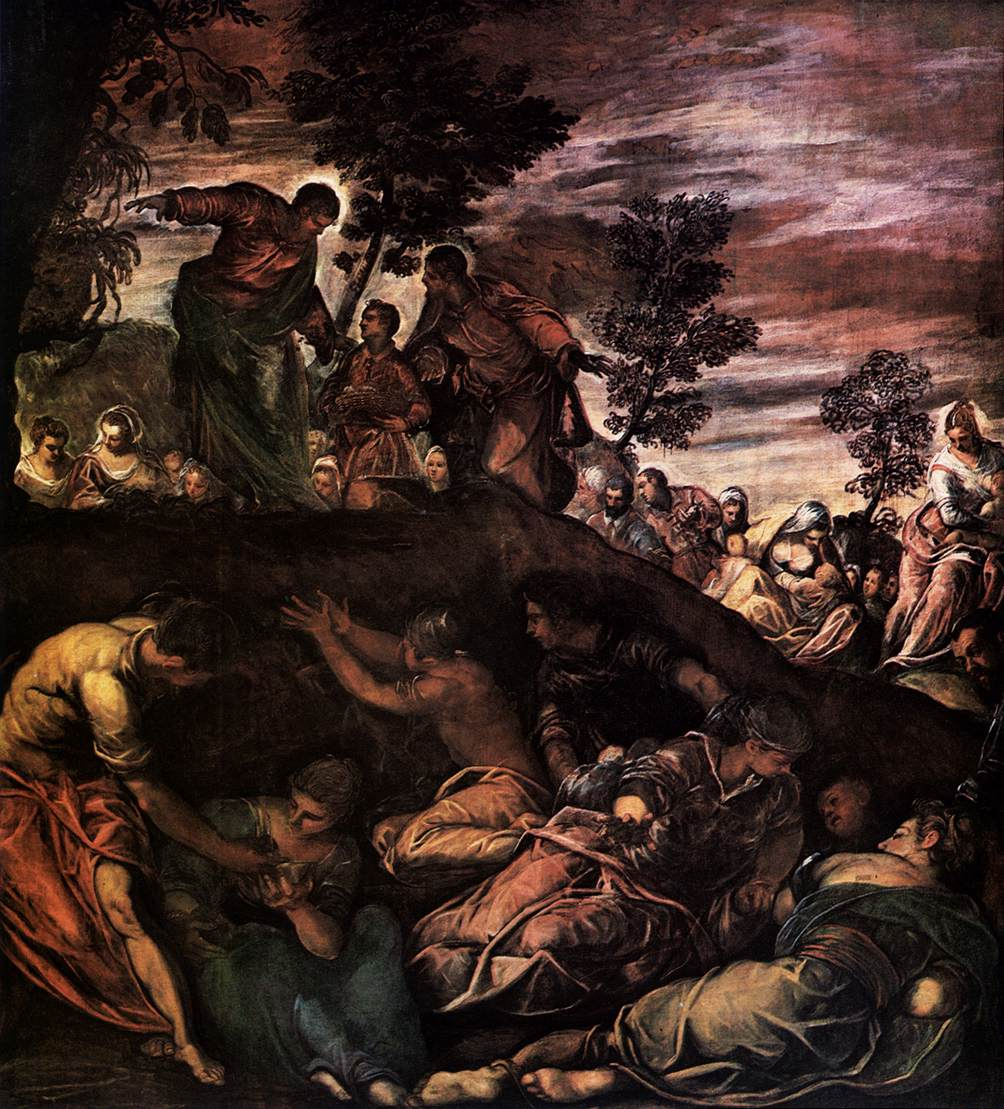
La multiplicación de los panes y los peces
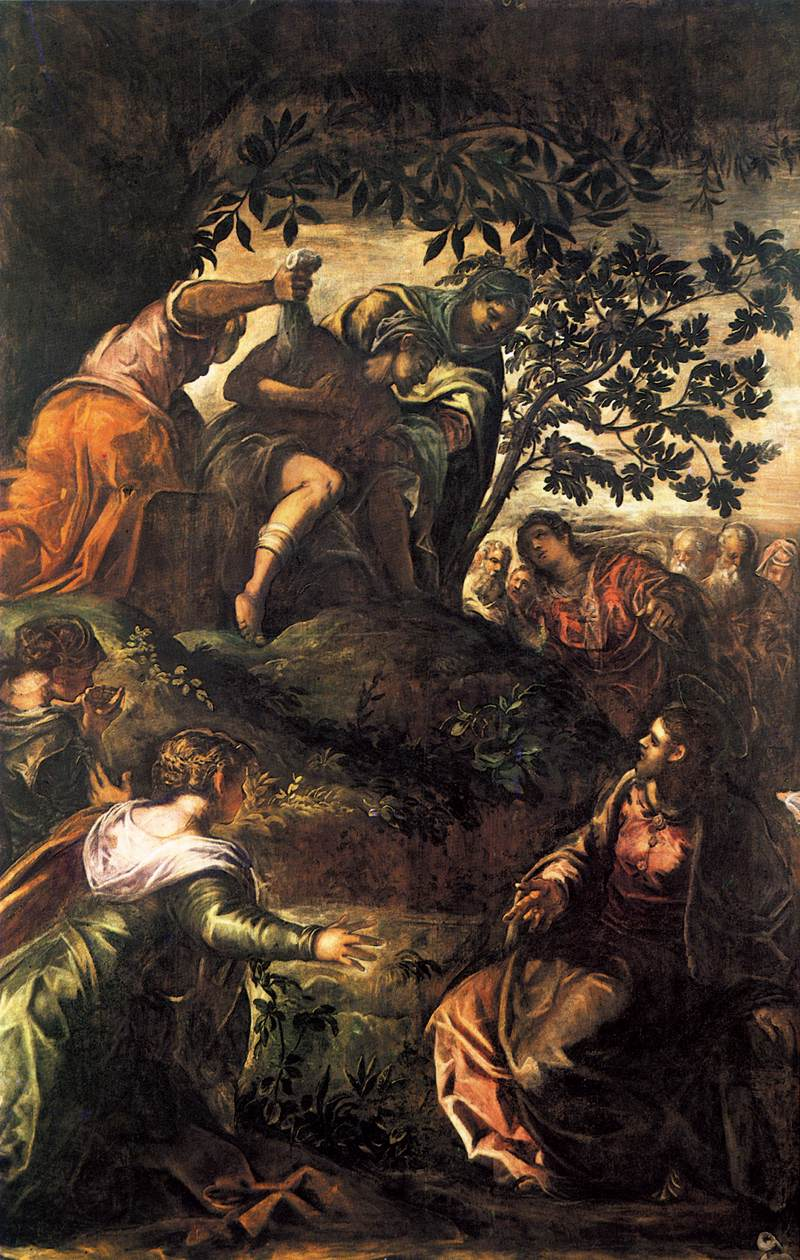
La resurrección de Lázaro
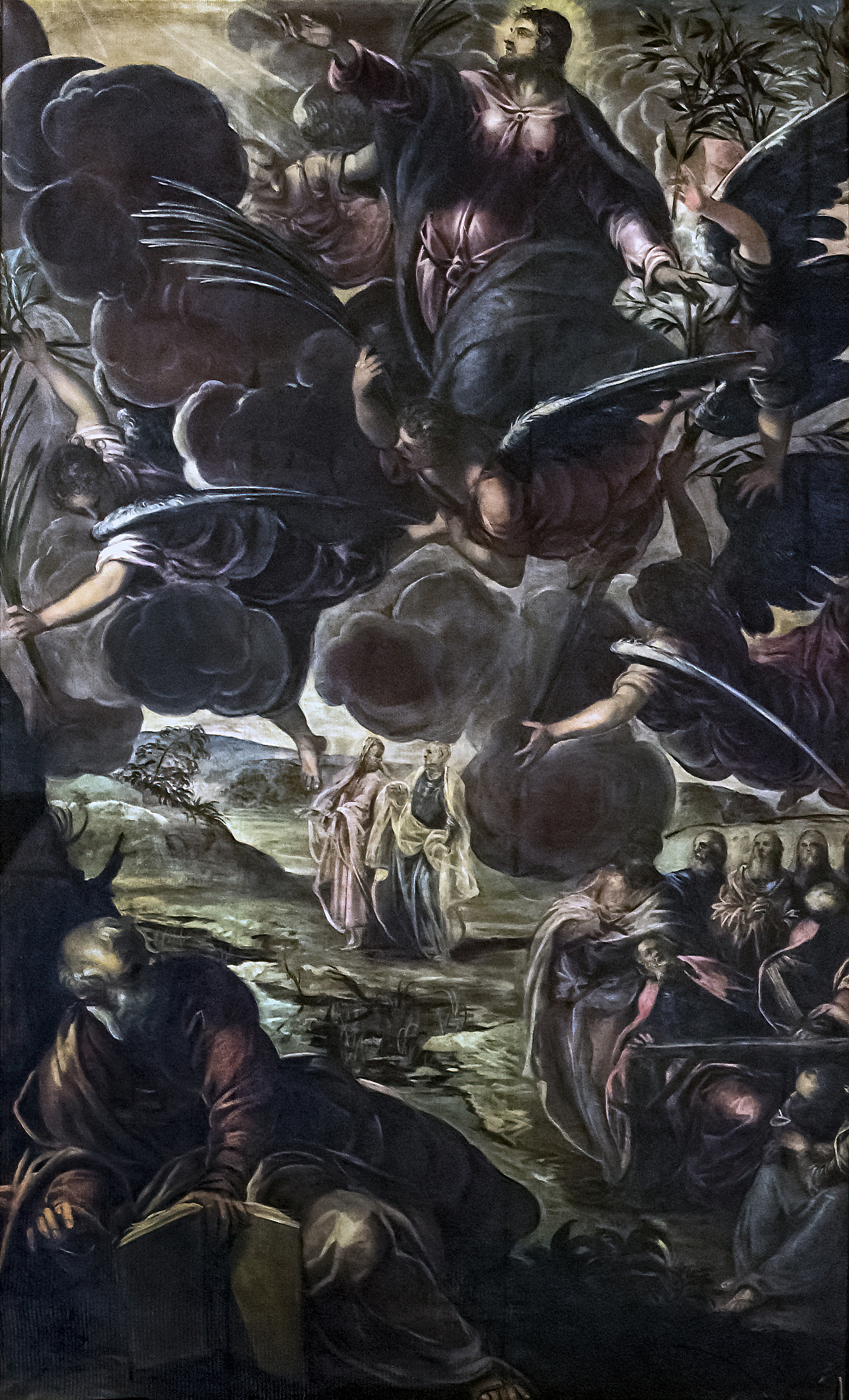
La Ascensión
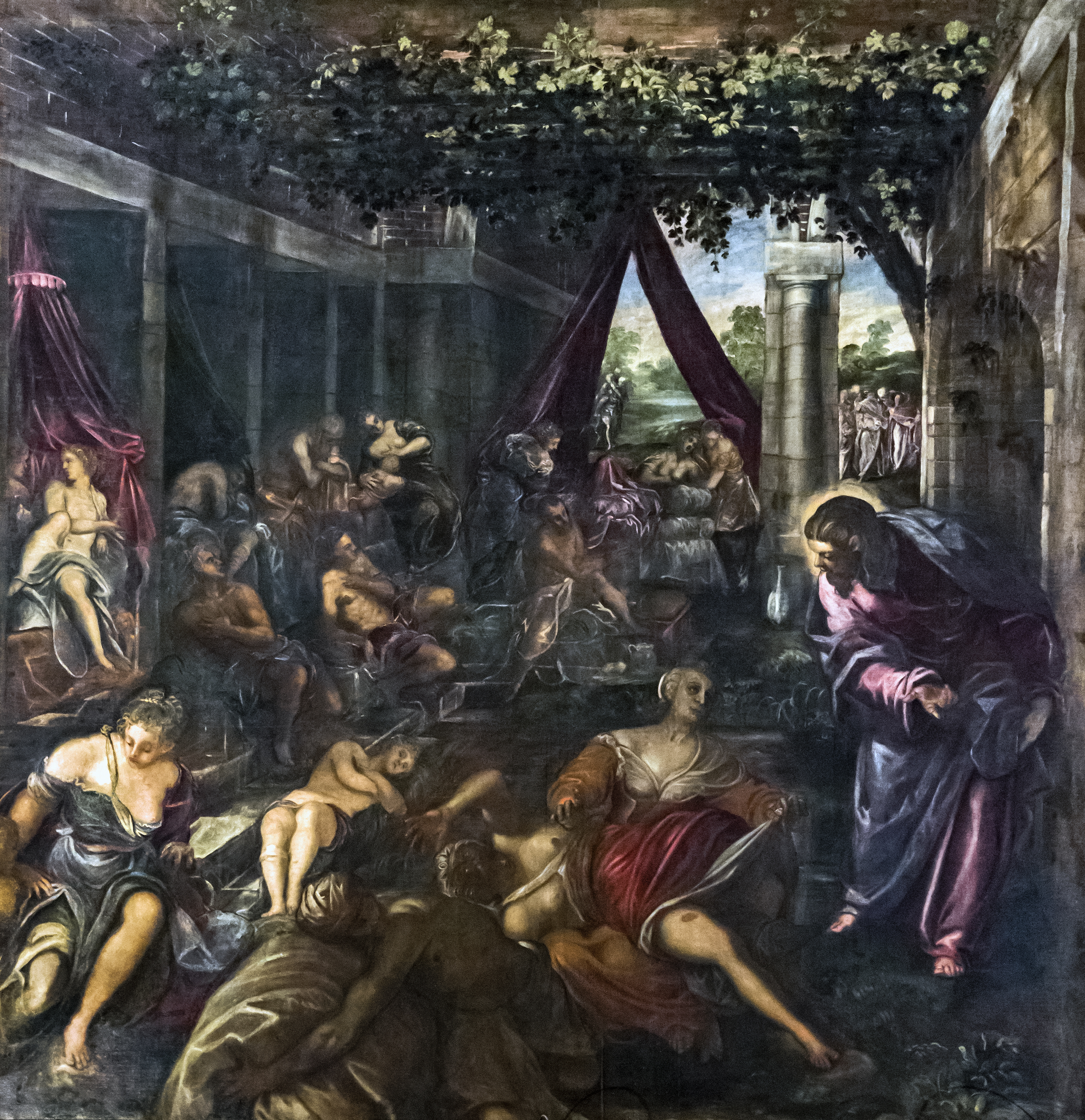
Cristo cura al paralítico (La probática piscina)
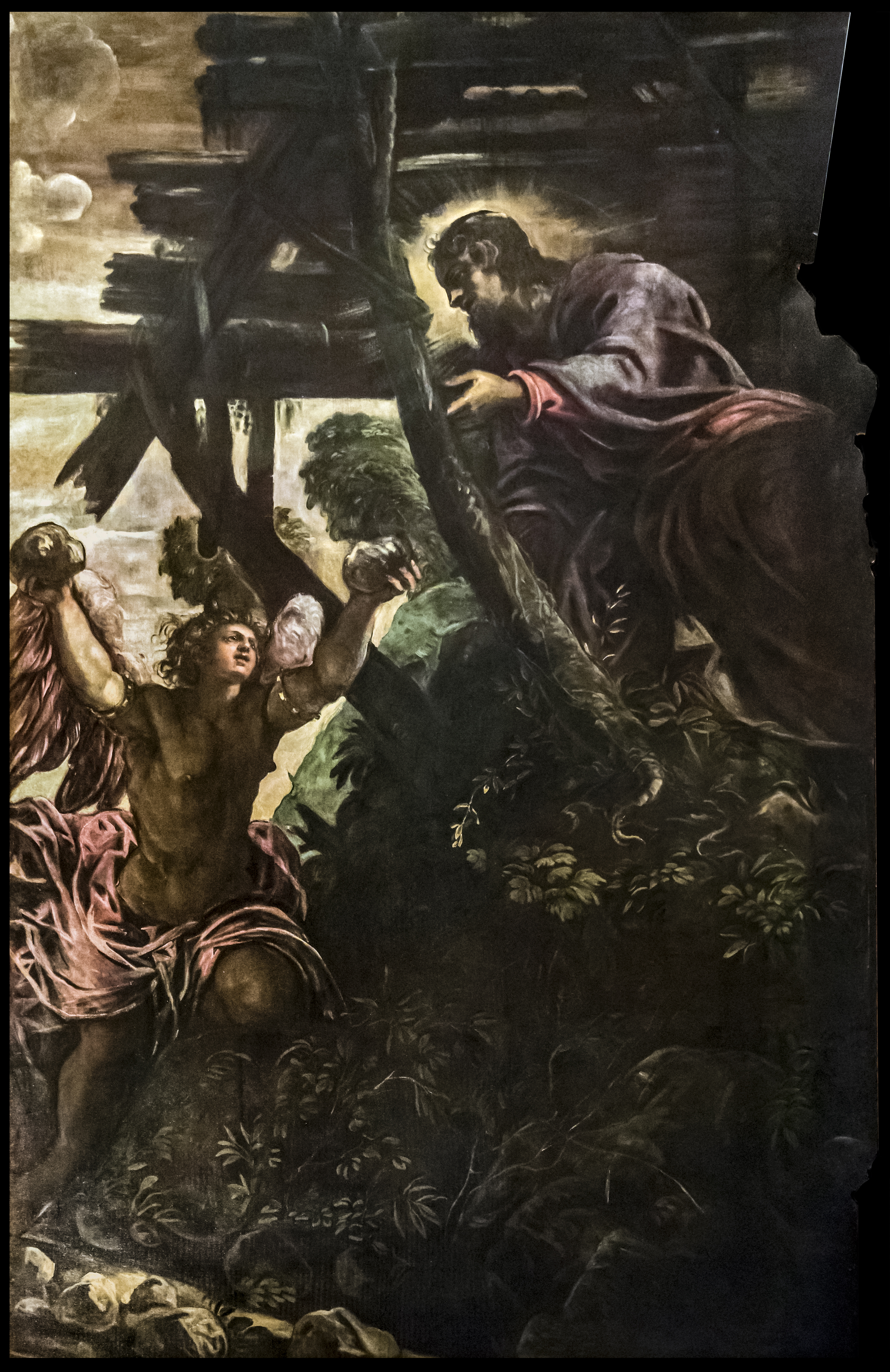
Tentación de Cristo

#### Sala Inferior o Terrena

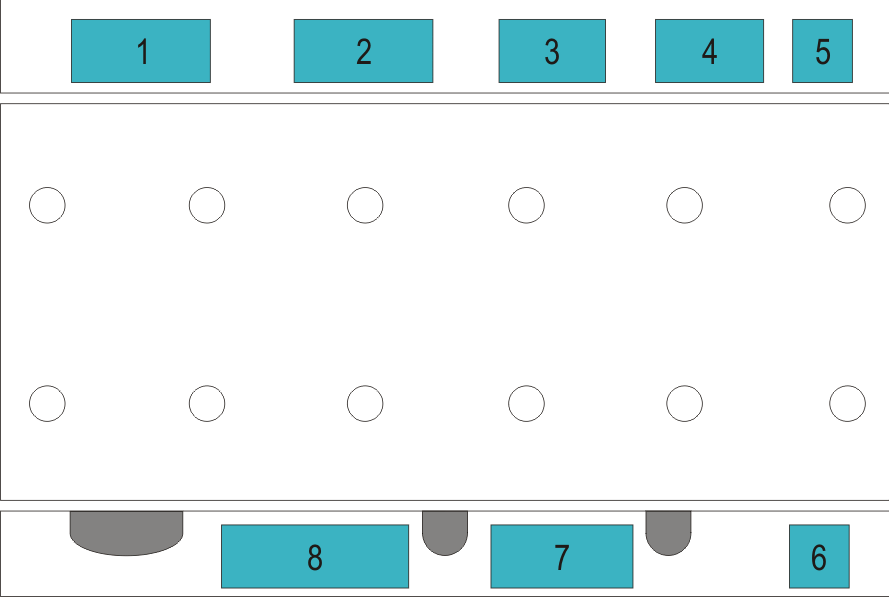
Sala Inferior: 1-La Anunciación, 2-La Adoración de los Magos, 3-La huida a Egipto, 4-La matanza de los inocentes, 5-Santa María Magdalena leyendo, 6-Santa María Egipcíaca en meditación, 7-La circuncisión, 8-La Asunción de la Virgen

Tintoretto realizó ocho lienzos para esta sala entre julio de 1583 y agosto de 1587. La mayoría representa escenas de la vida de la Virgen y la infancia de Cristo, además de dos representaciones de María Magdalena y María Egipcíaca. Desde la pared frente a la entrada, hacia la derecha: La Anunciación (422 x 545 cm), La Adoración de los Magos (425 x 544 cm), La huida a Egipto (422 x 580 cm), La matanza de los inocentes (422 x 546 cm), Santa María Magdalena leyendo (425 x 209 cm), Santa María Egipcíaca en meditación (425 x 211 cm), La circuncisión (440 x 482 cm) y La Asunción de la Virgen (425 x 587 cm).
En estas obras remarcó la intensidad espiritual de las representaciones, a las que otorgó además un carácter popular, que Tolnay relacionó con las láminas de la Biblia Pauperum. También se ha señalado la afinidad con los grabados de la vida de la Virgen de Alberto Durero. Algunas escenas, como La matanza de los inocentes, muestran la influencia miguelangelesca y rafaelesca, e incluso de la escultura de Giambologna.

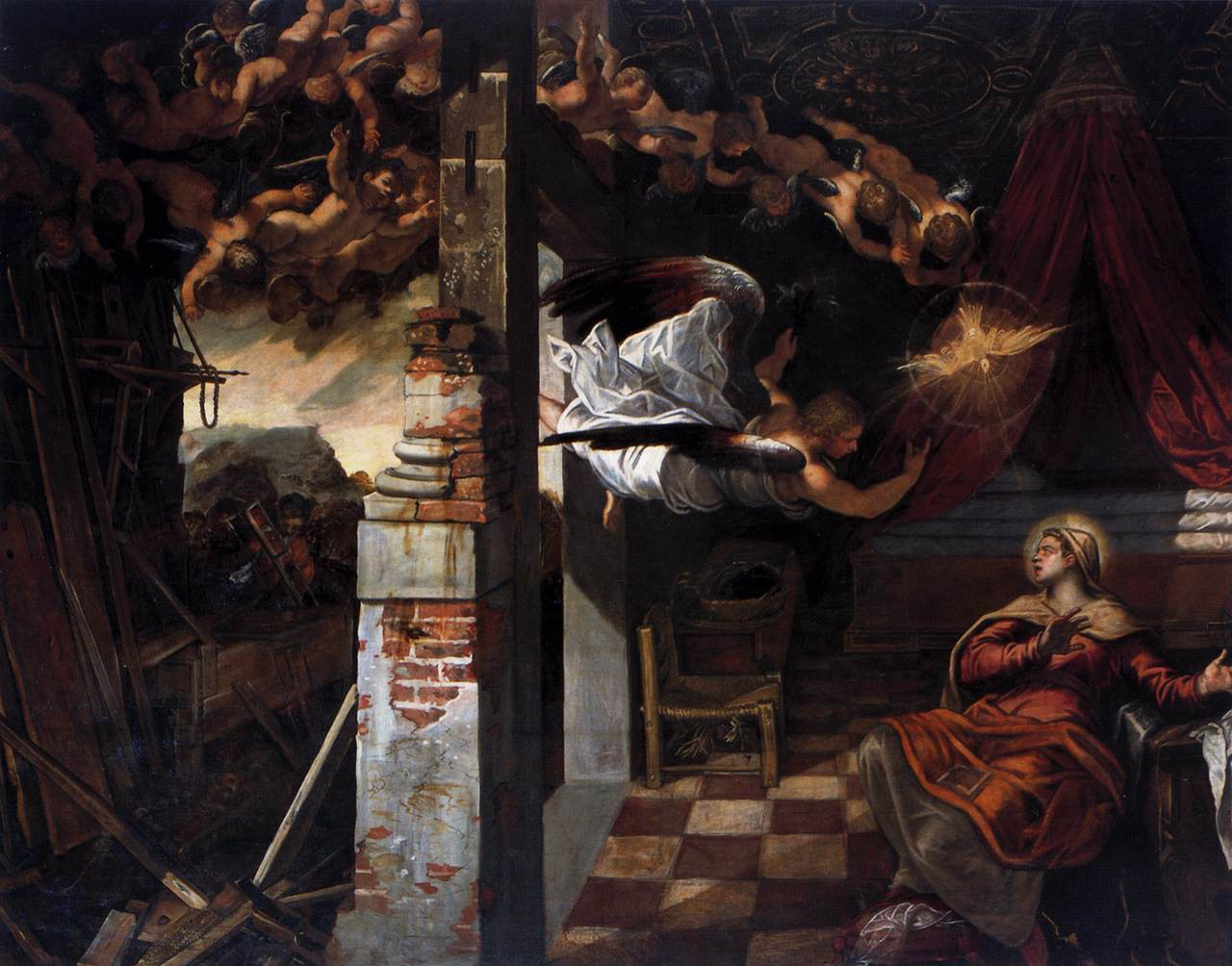
La Anunciación
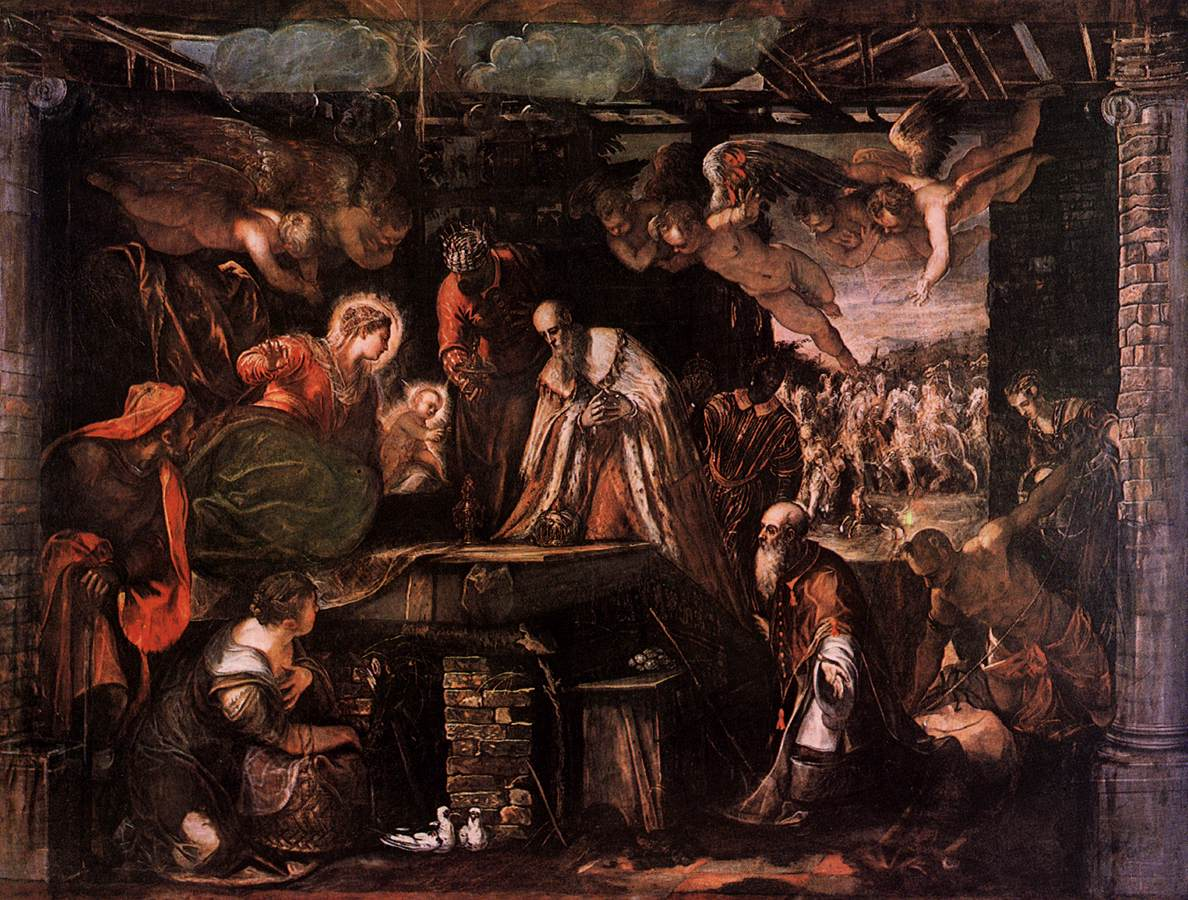
La Adoración de los Magos
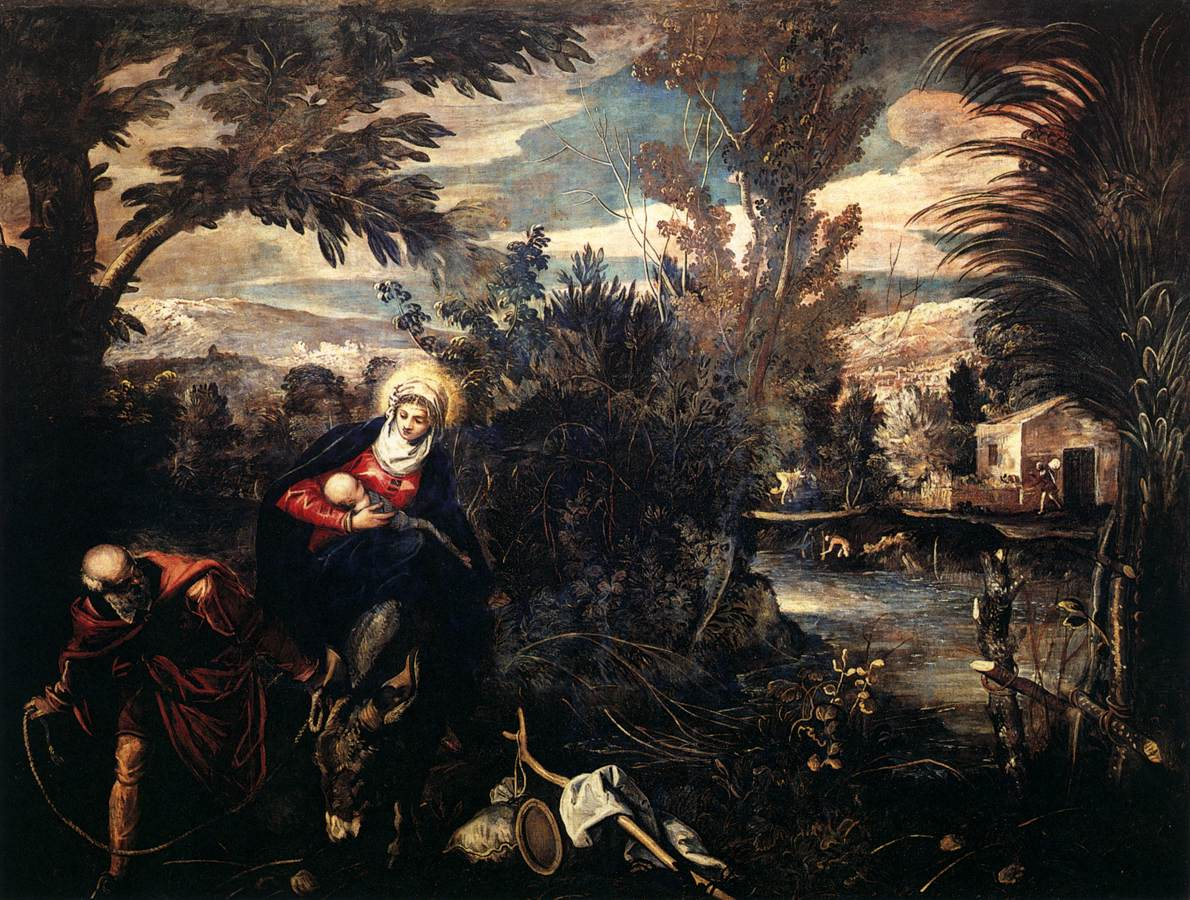
La huida a Egipto
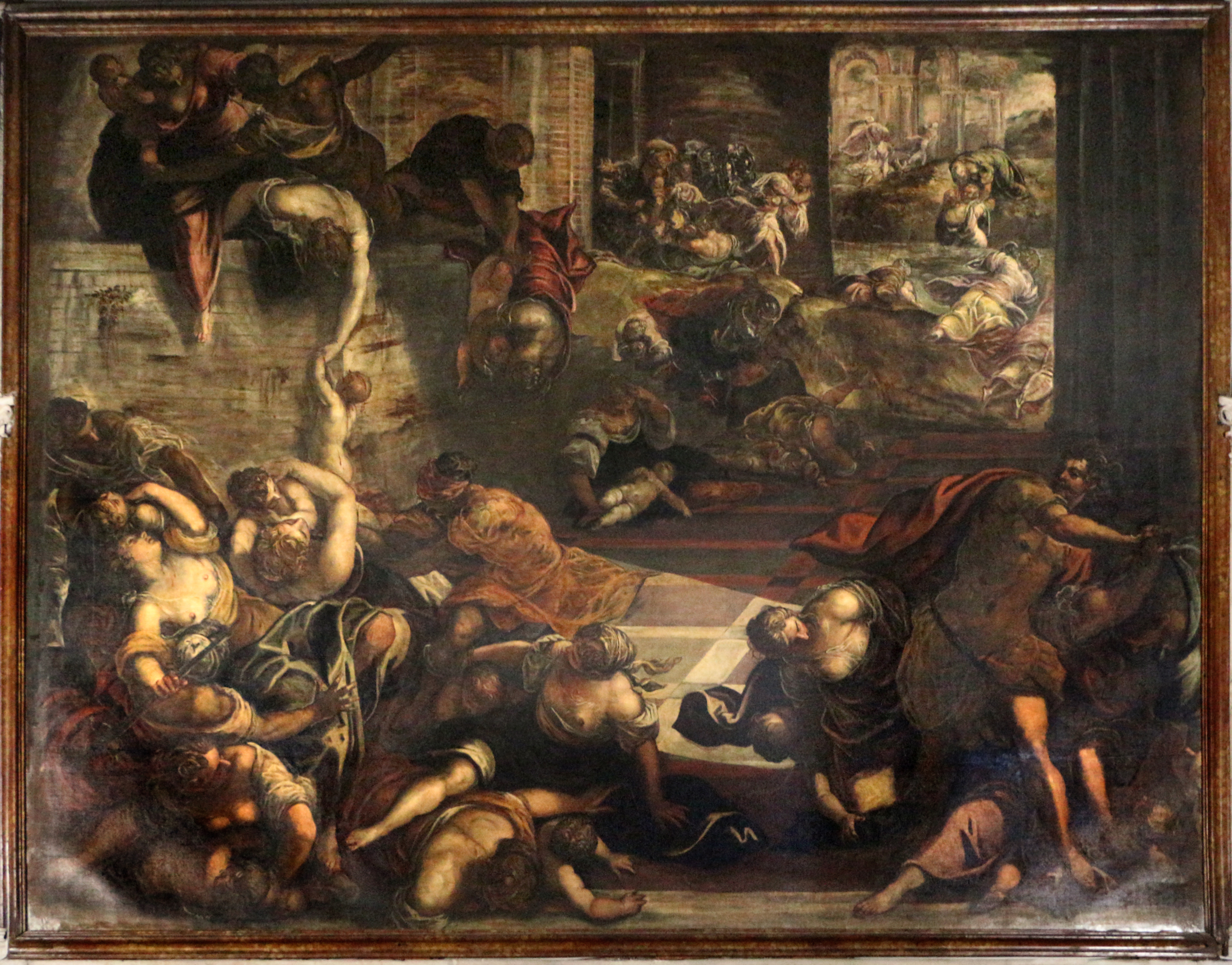
La matanza de los inocentes
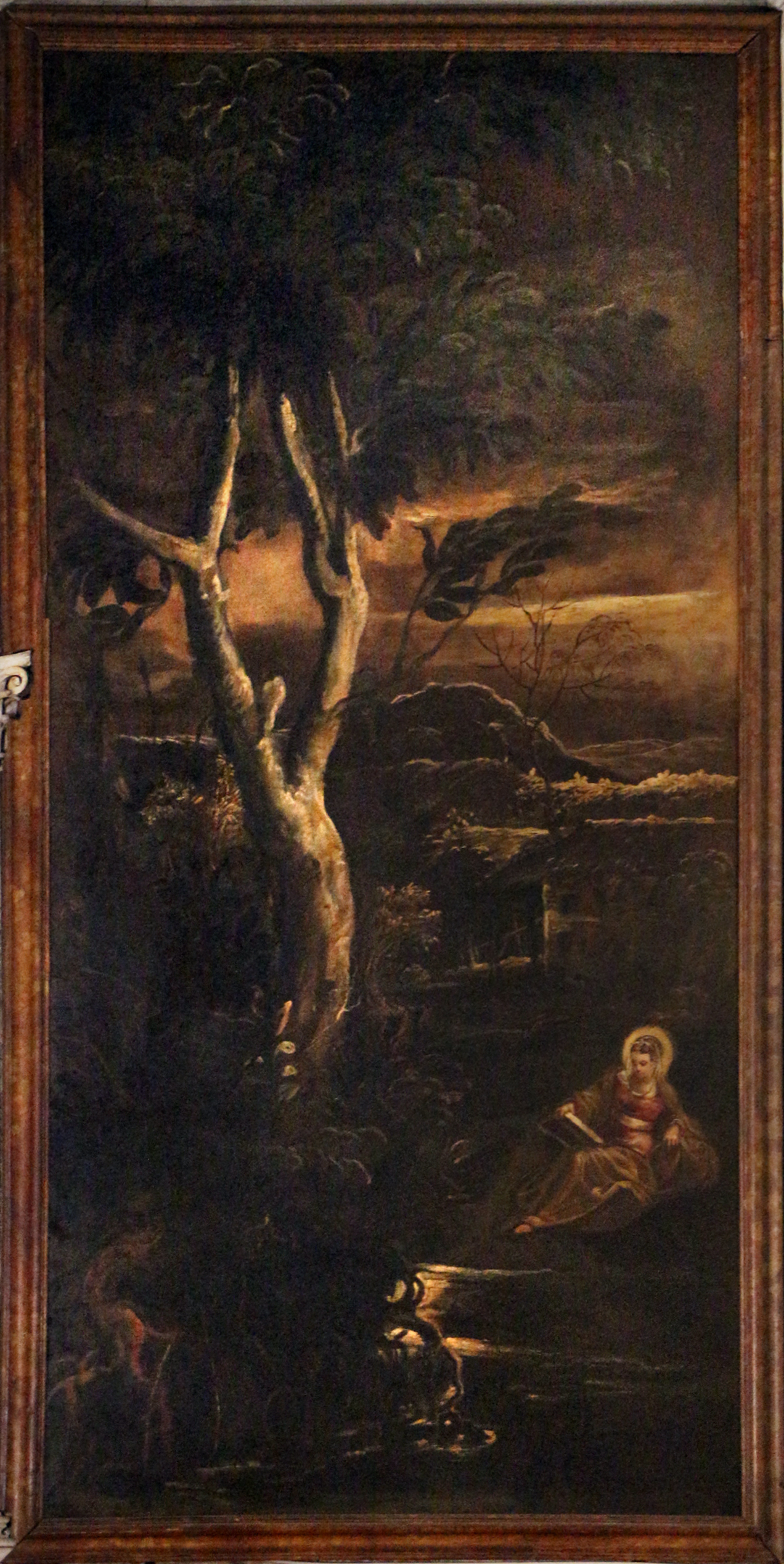
Santa María Magdalena leyendo
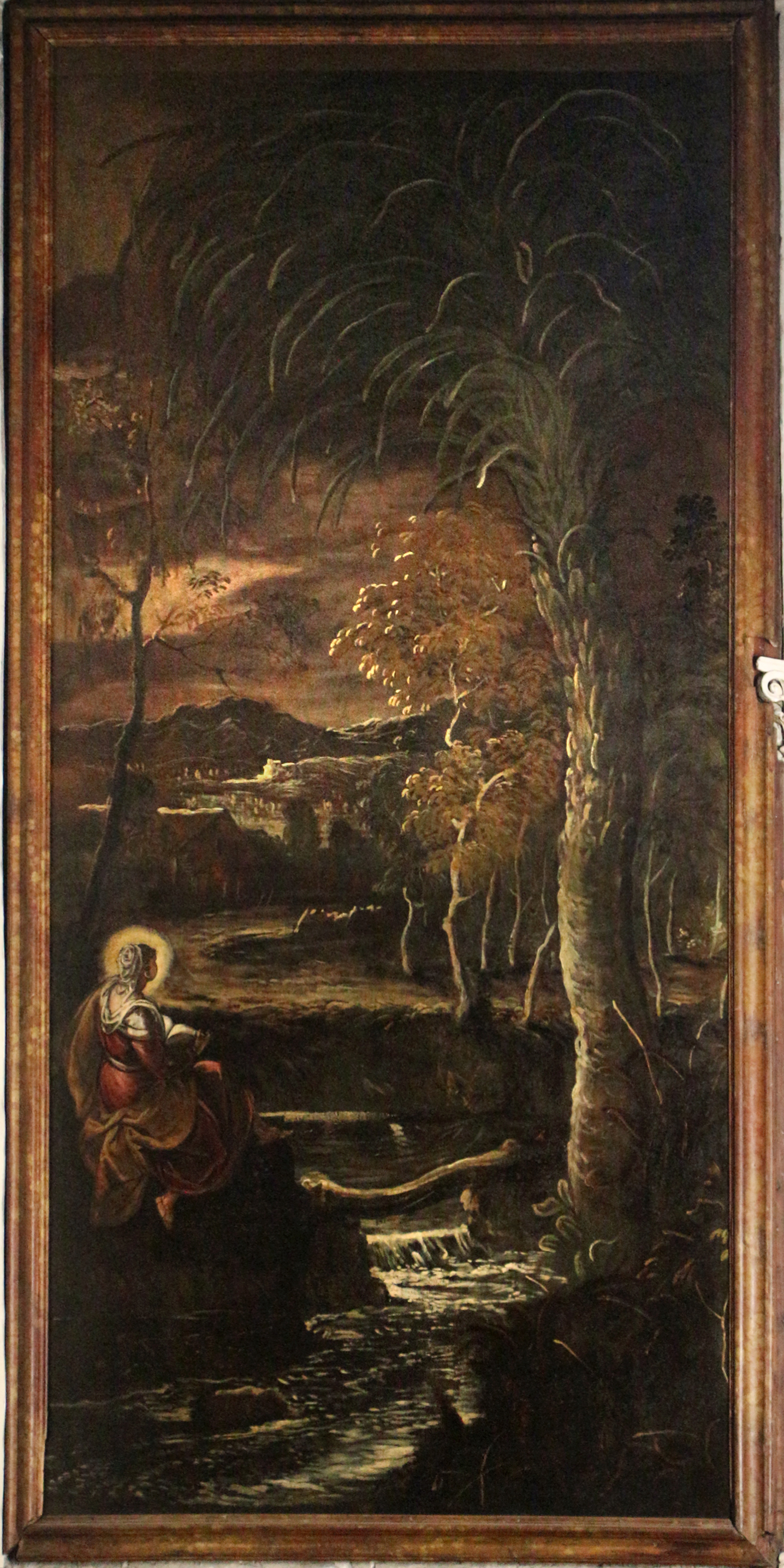
Santa María Egipcíaca en meditación
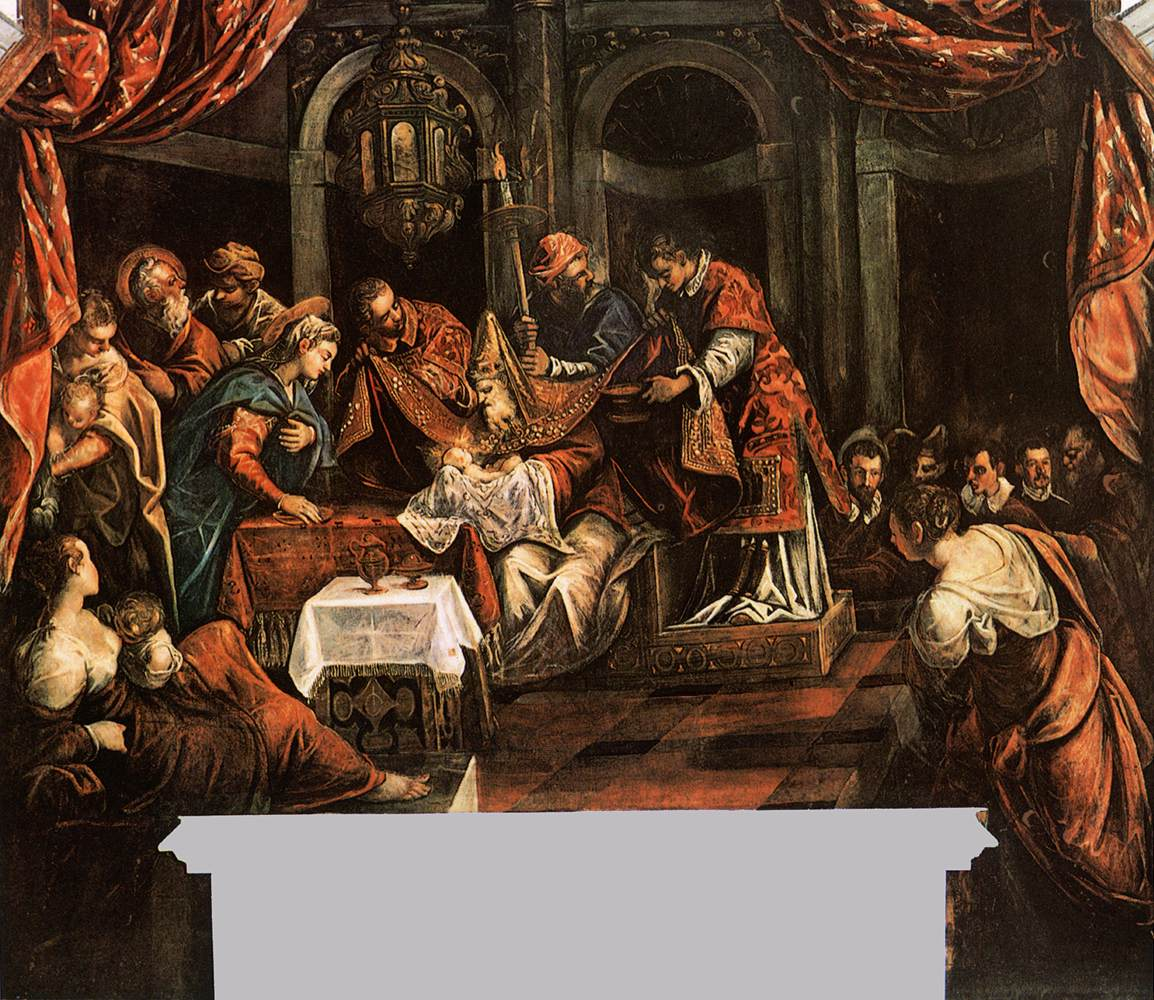
La circuncisión
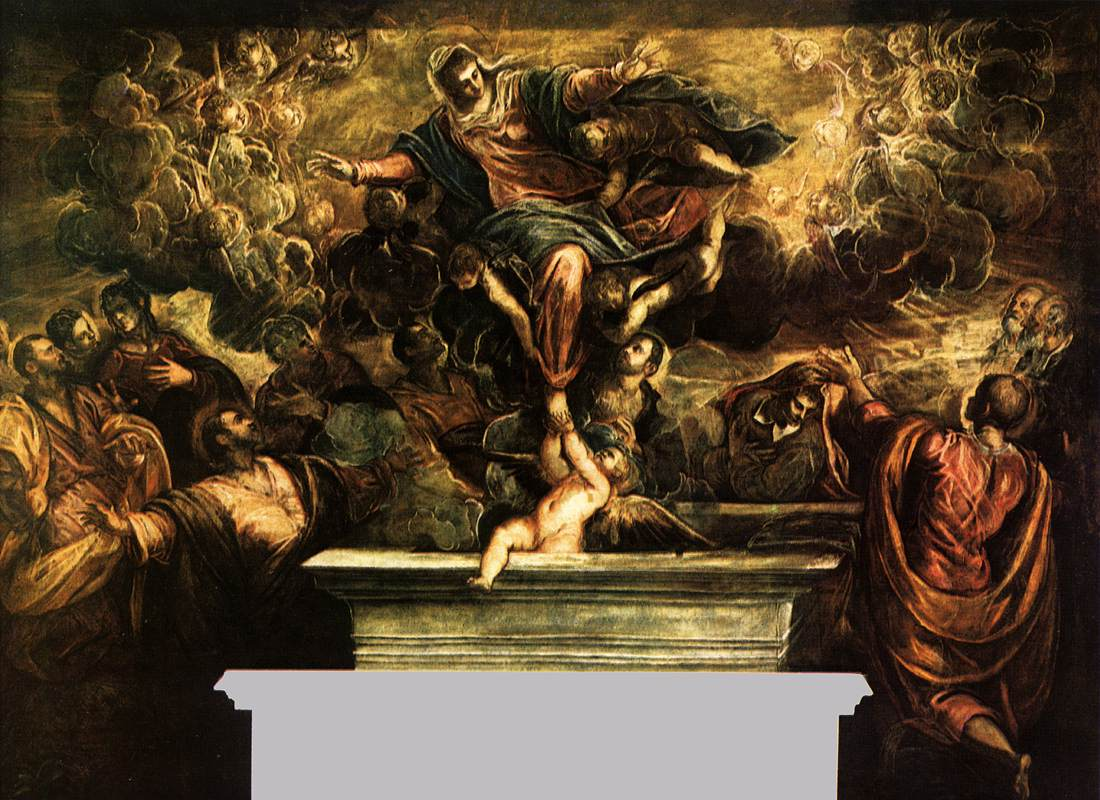
La Asunción de la Virgen